# Islamischer Staat (Terrororganisation)

Flagge (Schwarzes Banner)

Siegel

Der sogenannte Islamische Staat (Abk. IS, auch ISIS), arabisch الدولة الإسلامية, DMG ad-daula al-islāmīya; auch Daesch bzw. Daesh (داعش, DMG Dāʿiš) ist eine terroristisch agierende dschihadistische Miliz. Der IS kontrollierte in seiner Hochzeit als De-facto-Staat große Teile Iraks und Syriens. Auch heute noch kontrolliert der IS kleine Teile von Staaten in Asien und Afrika. Weltweit war der IS zeitweise, vor allem während der Führung unter  Abū Bakr al-Baghdādī, die einflussreichste Organisation des islamistischen Terrorismus.
Die organisatorischen Anfänge des IS liegen im Jahr 1999 und gehen auf den irakischen Widerstand zurück. Die damalige Führungsspitze wurde unter anderem von einer Gruppe von ehemaligen Geheimdienstoffizieren der irakischen Streitkräfte aus der Saddam-Hussein-Ära gebildet. Die Gründung erfolgte mit Unterstützung von al-Qaida; von 2004 bis 2013 war der IS auch ein Teil von al-Qaida. Nach der militärischen Eroberung eines zusammenhängenden Gebietes im Nordwesten des Irak und im Osten Syriens verkündete die Miliz am 29. Juni 2014 die Gründung eines Kalifats, mit Abū Bakr al-Baghdādī als „Kalif Ibrahim – Befehlshaber der Gläubigen“. Damit ist der Anspruch auf die Nachfolge des Propheten Mohammed als politisches und religiöses Oberhaupt aller Muslime verbunden.
Im Dezember 2017 wurden dem IS die letzten Gebiete im Irak genommen, im März 2019 auch in Syrien. Seitdem gilt das Projekt der Bildung eines islamischen Staates dort als gescheitert. Der IS ist dort seither hauptsächlich nur noch durch das Verüben von Anschlägen aktiv, mit Stand 2024 nur noch rund 2500 IS-Kämpfern in beiden Ländern zusammen.
Stattdessen gewann der IS seitdem vor allem in verschiedenen Regionen Afrikas durch Personalanwerbung, Besetzung von Gebieten und Teilnahme an dortigen Konflikten an Einfluss und Größe.
Der IS wird des Völkermords an den Jesiden, der Zerstörung von kulturellem Erbe der Menschheit und anderer Kriegsverbrechen beschuldigt. Der Sicherheitsrat der Vereinten Nationen und die Regierung Deutschlands stufen den IS offiziell als terroristische Vereinigung ein. Der Großmufti Saudi-Arabiens, ʿAbd al-ʿAzīz Āl asch-Schaich, nannte den IS zusammen mit al-Qaida „Feinde Nummer Eins des Islam“.

## Namen

Der Irak und die Länder der Levante (in heutigen Grenzen)

Von 2004 bis 2006 hieß die Gruppierung al-Qaida im Irak (AQI).
Zwischenzeitlich hieß sie auch Islamischer Staat im Irak (ISI, ad-daula al-islāmīya fī l-ʿirāq).
Von 2011 bis Juni 2014 war die Organisation unter den Namen Islamischer Staat im Irak und in Syrien (ISIS) sowie Islamischer Staat im Irak und der Levante (ISIL) bekannt (arabisch الدولة الإسلامية في العراق والشام, DMG ad-daula al-islāmiyya fī l-ʿIrāq wa-š-Šām). Eine Fremdbezeichnung ist die 2013 vom syrischen Aktivisten Khaled al-Haj Salih geprägte, aus den arabischen Anfangsbuchstaben abgeleitete und im arabischen Sprachgebiet verbreitete, eher negativ konnotierte Abkürzung Daesch (داعش, DMG dāʿiš, auch in den Schreibweisen Daesh, Da'ish bzw. Daaish), die inzwischen vor allem auch in anderen arabisch-schriftigen Sprachen verwendet wird.
Seit Ende Juni 2014 nennt sich die Organisation nur noch Islamischer Staat. Nach Ansicht des Politikwissenschaftlers Volker Perthes will die Organisation, die er als „dschihadistisches Staatsbildungsprojekt“ kennzeichnet, durch Verzicht auf frühere Namensbestandteile unterstreichen, dass sie über den Irak und die Levante hinaus expandieren will.
Die Abkürzung داعش, DMG dā‘iš ‚ISIS‘ („Islamischer Staat in Irak und Syrien“) sieht im arabischen Schriftbild ähnlich aus wie der Begriff داعس, DMG dāʿis ‚einer, der etwas mit Füßen niedertritt‘. Deshalb ist diese Abkürzung innerhalb der vom IS besetzten Gebiete verboten und bei Verwendung droht Strafe. In zahlreichen nah- und mittelöstlichen Ländern hingegen wurde dieses Kürzel in den Wortschatz übernommen. Damit soll der im islamischen Sinne positiv konnotierten Eigenbezeichnung der Organisation bewusst entgegengetreten und eine direkte Assoziation mit dem Islam vermieden werden.
Der IS spricht nicht von Grenzen, sondern von „Fronten“ und erfüllt damit ein wichtiges Merkmal eines offen angestrebten Imperiums. Weitere, ehemalige Namen der Organisation oder ihrer Vorläufer (JTJ, Az-Zarqawi-Netzwerk, TQJBR, AQI) sind im nächsten Abschnitt angegeben.

## Geschichte

### At-Tauhīd wa-l-Dschihād (1999–2004)
Eine erste terroristische Gruppierung bildete sich bereits im Jahr 1999 um Abu Musab az-Zarqawi in Herat (Afghanistan) mit Unterstützung von al-Qaida. Durch den Einmarsch der USA musste die kleine Truppe Afghanistan verlassen und kam temporär in Pakistan und in der Islamischen Republik Iran unter. Nachdem iranische Sicherheitskräfte mehrere Gefolgsleute az-Zarqawis verhaftet hatten, floh er in den Nordirak und fand Unterschlupf bei einer Gruppe kurdischer Dschihadisten, die sich Ansar al-Islam nannten. Im Jahr 2002 begann az-Zarqawi damit, seine Organisation für den Kampf im Irak vorzubereiten. Ihren ersten erfolgreichen Anschlag verübte die Gruppierung im Oktober 2002, bei dem sie den US-Amerikaner Laurence Foley töteten. Durch die Behauptung von Colin Powell am 5. Februar 2003 vor dem Sicherheitsrat der Vereinten Nationen, Iraks Diktator Saddam Hussein unterstütze al-Qaida und der Statthalter im Irak wäre Abu Musab az-Zarqawi, bekam dieser bis dahin fast unbekannte Jordanier einen unbeabsichtigten „Ritterschlag“ vom amerikanischen Erzfeind. Die Gruppe um Zarqawi besaß seitdem die größte Anziehungskraft für Dschihadisten im Irak, mit großen Vorteilen bei der personellen und finanziellen Ressourcengewinnung.

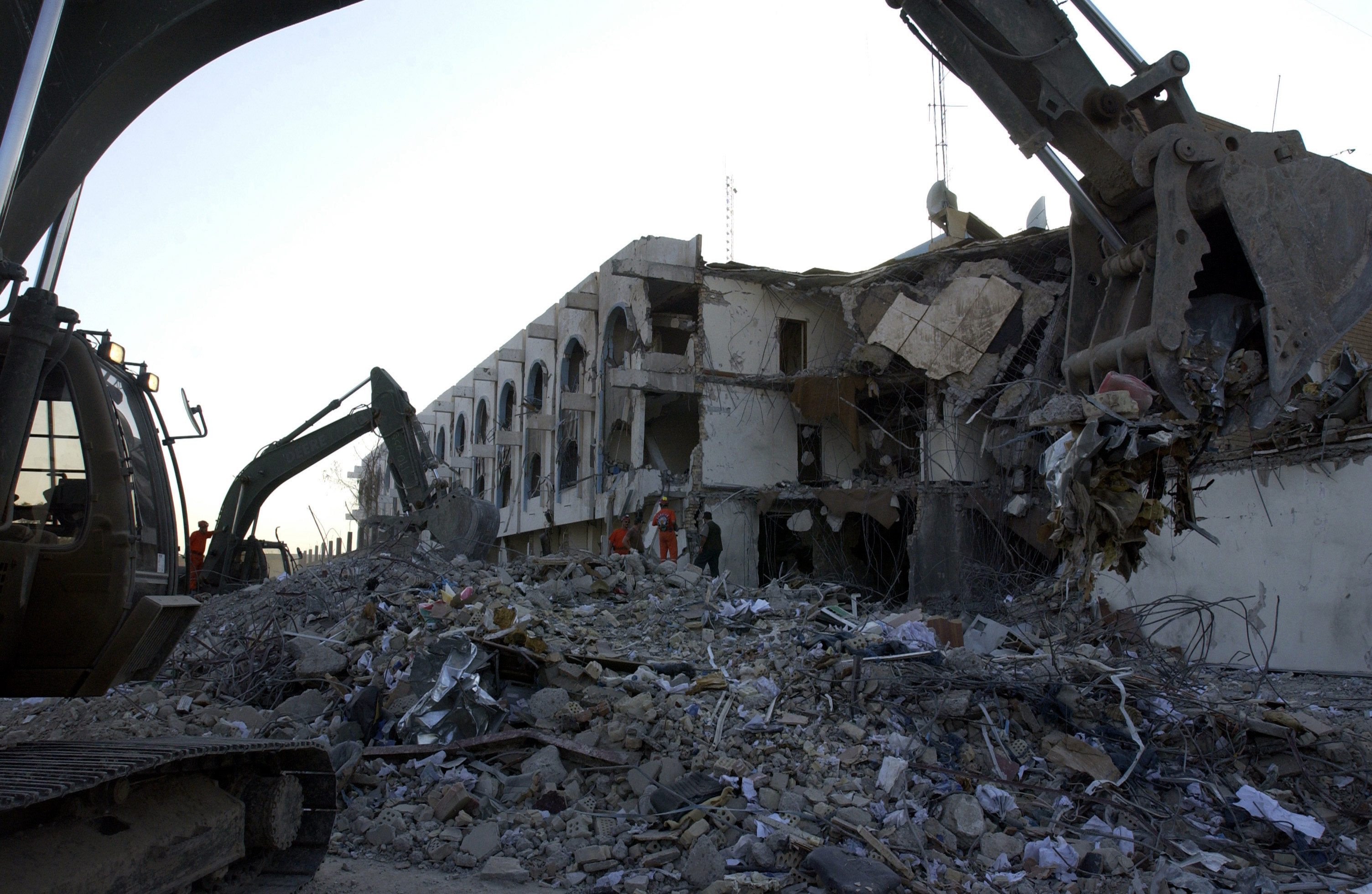
Das zerstörte Bagdader Canal Hotel nach dem Bombenanschlag auf die United Nations Assistance Mission for Iraq 2003

Abu Musab az-Zarqawi beteiligte sich mit seiner Gruppierung ab Juni 2003 am Widerstand sunnitischer Gruppen gegen die Besetzung des Irak. Er wurde am 23. September 2003 auf die konsolidierte Liste des Al-Qaida Sanctions Committee des UN-Sicherheitsrates gesetzt. Az-Zarqawis Organisation wurde für den Bombenanschlag auf die United Nations Assistance Mission for Iraq im Bagdader Canal Hotel am 19. August 2003 verantwortlich gemacht, bei dem 22 Menschen (darunter Sérgio Vieira de Mello) getötet und über 100 verletzt wurden. Die Organisation trat im April 2004 als Dschamāʿat al-Tauhīd wa al-Dschihād (JTJ, Gemeinschaft für Tauhīd und Dschihad) in Erscheinung; sie wurde auch Zarqawi-Gruppe bzw. Az-Zarqawi-Netzwerk genannt.

### Qāʿidat al-Dschihād fi Bilād ar-Rāfidain (2004–2006)
Im Oktober 2004 schloss sich die Organisation al-Qaida an und änderte ihren Namen in „Organisation der Basis des Dschihad im Zweistromland“ (wörtlich aus Tanzīm Qāʿidat al-Dschihād fī Bilād ar-Rāfidain, meist als al-Qaida im Irak bezeichnet, kurz: AQI): Osama bin Laden erkannte den von Zarqawi ausgesprochenen Treueschwur (baiʿa) an und erklärte ihn in einer Ende Dezember veröffentlichten Botschaft zu seinem Stellvertreter im Irak. Die vor allem in Bagdad und westlich von Falludscha aktive Organisation verfolgte von Anfang an die Absicht, Angriffe (Bombenanschläge, Ermordung von Geiseln) auf Zivilisten (Beamte, ausländische Hilfsarbeiter – im Jahr 2004 Dutzende von Toten) durchzuführen; später zählte sie auch Parteien und alle am demokratischen Prozess Beteiligten zu den legitimen Zielen für Anschläge. Sie bekannte sich zum Attentat auf Ezzedine Salim. Über auf dschihadistischen Websites verbreitete Videos bezeichnete sich die Organisation 2004 als verantwortlich für die Entführungen und auf Video festgehaltenen Ermordungen folgender ausländischer Zivilisten: Nicholas Berg, Eugene Armstrong und Jack Hensley (USA), Kenneth Bigley (Großbritannien), Murat Yüce (Türkei), Kim Sun-Il (Südkorea), Shosei Koda (Japan), Georgi Lazov und Ivailo Kepov (Bulgarien).
Am 15. Oktober 2004 gab das Außenministerium der Vereinigten Staaten bekannt, dass JTJ auf die Liste der durch das Außenministerium der Vereinigten Staaten als terroristisch bezeichneten Organisationen im Ausland gesetzt worden sei. Am 18. Oktober 2004 wurde AQI aufgrund von Resolution 1526 des UN-Sicherheitsrates als mit al-Qaida, bin Laden bzw. den Taliban assoziiert gelistet. Am 17. Dezember 2004 wurde AQI auf die Liste der durch das Außenministerium der Vereinigten Staaten ausgewiesenen terroristischen Organisationen im Ausland gesetzt. Am 2. März 2005 listete die australische Regierung AQI als terroristische Organisation.
In einem auf den 9. Juli 2005 datierten Brief Aiman az-Zawahiris an Abu Musab az-Zarqawi erklärte Zawahiri u. a. die Wichtigkeit des Irakkriegs für den weltweiten Dschihad, dass der Krieg nicht mit dem Abzug amerikanischer Truppen enden werde, die zumindest zeitweilige Notwendigkeit der Unterstützung durch die Volksmassen, die Forderung nach politischen Aktionen, die Einsicht, dass mehr als die Hälfte des Konflikts in den Medien ausgetragen werde.
AQI änderte seine Strategie weg von Entführungen und einzelnen Ermordungen Anfang 2005 hin zu spektakulären Anschlägen (vor allem Bombenattentate in Bagdad sowie West- und Nordirak mit über 700 Toten im Jahr 2005). Im September 2005 erklärte Abu Musab az-Zarqawi den Rāfida wegen Anschlägen von Schiiten auf Sunniten den Krieg; im selben Jahr war AQI auch in Jordanien aktiv (insbesondere mit den Bombenattentaten in Amman am 9. November auf die Hotels Grand Hyatt, Radisson SAS und Days Inn).

### Schura-Rat der Mudschahedin im Irak (2006)
Diverse dschihadistische Gruppen schlossen sich TQJBR an, und im Januar 2006 wurde unter ihrer Führung die Dachorganisation „Schura-Rat der Mudschahedin im Irak“ (MSC, Madschlis Schura al-Mudschahidin fi 'l-Iraq) ausgerufen; zum Anführer wurde Abū 'Umar al-Baghdādī (auch Abu Omar al-Baghdadi) erklärt, bis zu Zarqawis Tod im Juni 2006 kontrollierte jedoch dieser die Organisation. Nach Zarqawis Tod übernahm Abu Ayyub al-Masri die Leitung von TQJBR.

### Islamischer Staat im Irak (2006–2013)
Im Oktober 2006 benannte sich die Organisation in „Islamischer Staat im Irak“ (ISI, ad-daula al-islāmīya fī l-ʿirāq) um; seitdem wird ISI von einem Kabinett geleitet, in dem Masri Kriegsminister wurde. Vordergründig wurde für die Ausrufung des Islamischen Staates, der als sunnitisches Territorium Bagdad sowie die Gouvernemente al-Anbar, Diyala, Salah ad-Din, Kirkuk, Ninawa und Teile von al-Wasit und Babil umfassen sollte, auf die Autonome Region Kurdistan für die Kurden des Irak und die Verabschiedung vom Föderalismusgesetz des Irak für irakische Schiiten Bezug genommen. Die Aktivitäten von TQJBR/ISI konzentrierten sich 2006 auf Bagdad, Kerbela, Tuz Churmatu und Kufa mit ca. 440 Toten. In der zweiten Jahreshälfte 2006 wurde mit Finanzierung, Ausbildung und Bewaffnung durch die Vereinigten Staaten im Irak (zunächst in al-Anbar) die sogenannte Sahwa- oder Erweckungsbewegung ausgehoben: aus sunnitisch-arabischen Stämmen rekrutierte und in örtlichen Räten organisierte Milizen, die gegen Aufständische – und vor allem AQI – eingesetzt wurden. Zu ihren Blütezeiten hatte sie über 100.000 Mitglieder (seit dem Abzug der amerikanischen Truppen 2010 nicht mehr als 38.000); zu ihren Anführern gehörte Abd as-Sattar Abu Rischa.
Im Jahr 2007 beging ISI im ganzen Irak Anschläge, oft mit Autobomben in Selbstmordattentaten, wodurch ca. 1900 Menschen getötet wurden. Anfang Oktober 2013 gaben die aufständischen Organisationen im Irak Asaeb al-Iraq al-Dschihadiya und Hamas im Irak Verlautbarungen heraus, in denen sie sich von ISI distanzierten und deren Taktiken verurteilten.
Im Jahr 2008 beging ISI vor allem in Mossul Anschläge, aber auch in Bagdad, Baquba und Tal Afar mit insgesamt ca. 520 Toten. 2009 tötete ISI insgesamt ca. 630 Menschen. Mit derselben Strategie war Mossul 2008 oft Ziel von ISI; daneben wurde z. B. auch in Kirkuk ein Anschlag bei einer Schia-Moschee mit über 70 Toten verübt. 2010 wurden die meisten Anschläge von ISI in Mossul, Bagdad sowie den Gouvernements Diyala und Kerbela (unter anderem auf schiitische Pilger und auf stark besuchte Märkte) durchgeführt, dadurch wurden ca. 700 Menschen getötet. Im April 2010 kamen al-Baghdadi und al-Masri bei Tikrit in einer durch irakische und amerikanische Truppen durchgeführten Operation ums Leben.
Mitte Mai 2010 erklärte ISI Abū Bakr al-Baghdādī zu ihrem neuen Anführer. Am 31. Oktober 2010 verübte ISI Anschläge auf die Iraker Börse sowie die Sayidat-al-Nejat-Kathedrale in Bagdad.
Im Zuge des Arabischen Frühlings, der auch von den westlichen Ländern begrüßt wurde, kam es ab Anfang 2011 zu bewaffneten Auseinandersetzungen gegen Demonstranten. Mitte 2011 mündeten die Unruhen in den Syrischen Bürgerkrieg. ISI wurde laut Medienberichten von der Türkei hierbei jahrelang unterstützt. 2011 verübte ISI vor allem in Bagdad sowie in den Gouvernements Kerbela und Salah ad-Din (so auf schiitische Pilger bei Samarra) Anschläge, dabei wurden ca. 320 Menschen getötet. 2012 verübte ISI vor allem in Bagdad sowie den Gouvernements Basra, Salah ad-Din und Babil Anschläge (so auf schiitische Pilger in Basra), dadurch wurden ca. 770 Menschen getötet; hierzu gehörte die Anschlagserie am 23. Juli 2012 in 19 irakischen Städten, in der 113 Menschen getötet und 250 verletzt wurden und die zur am 21. Juli von Abu Bakr al-Baghdadi angekündigten Offensive „Zerstörung der Mauern“ gehörte, die u. a. die Befreiung von Gefangenen zum Ziel hatte.
Am 26. Januar 2012 wurde ISI durch das Außenministerium der Vereinigten Staaten auf Anweisung von Außenministerin Hillary Clinton vom 11. Januar als Alias von AQI erfasst. Am 11. Februar 2012 rief al-Qaida-Anführer Aiman az-Zawahiri die Muslime im Irak, in Jordanien, im Libanon und in der Türkei zum Kampf gegen die Assad-Regierung auf. Seit ungefähr dieser Zeit beteiligt sich ISI offen am syrischen Bürgerkrieg. Dort gehörte sie neben der al-Nusra-Front, mit der sie teils kollaborierte und die sie teils bekämpfte, zu den al-Qaida zugehörigen Akteuren. Am 11. Dezember 2012 erfasste das US-Außenministerium auf Anweisung vom 20. November auch die Nusra-Front als Alias von AQI.
Am 4. März 2013 verübte ISI einen Anschlag auf syrische Truppen, die in das irakische Gouvernement al-Anbar geflohen waren; dabei wurden mindestens 42 syrische Soldaten und Beamte sowie bis zu 14 Iraker getötet.

### Islamischer Staat im Irak und in der Levante (2013–2014)
Im April 2013 erklärte Abu Bakr al-Baghdadi die Nusra-Front zu einem bloßen Teil von ISI und gab die Vereinigung von Nusra-Front und ISI unter dem neuen Namen Islamischer Staat im Irak und der Levante (ISIL) bekannt. Der Anführer der Nusra-Front, Abu Mohammed al-Jawlani (arabisch أبو محمد الجولاني), widersprach daraufhin einen Tag später der Vereinigung mit ISI, schwor aber dem al-Qaida-Anführer Aiman az-Zawahiri die Treue. Am 30. Mai 2013 wurden sowohl ISIS als auch al-Nusra durch die UN als Alias-Namen von AQI festgestellt. Am 9. Juni 2013 veröffentlichte Al Jazeera einen Brief von Aiman az-Zawahiri an die Anführer von ISIS und al-Nusra, in dem er die Vereinigung annullierte und zur Beilegung von Streitigkeiten zwischen den beiden al-Qaida-Gruppen aufrief (wofür er Abu Musab al-Suri als Vermittler nannte) sowie beiden verschiedene Einflussgebiete zuwies (ISIS Irak, Nusra Syrien). Abu Bakr al-Baghdadi und ISIS-Sprecher Abu Mohammed al-Adnani verweigerten die Vermittlung in eigenen Botschaften; diese würde die illegitime koloniale Grenze des Sykes-Picot-Abkommen heiligsprechen; die Nusra-Front werde weiterhin als Teil von ISIS betrachtet und Abu Mohammed al-Jawlani als Abtrünniger betrachtet.
Etwa Mitte 2013 löste sich die Gruppierung von der Führung der al-Qaida und wurde im Januar 2014 durch deren damaligen Chef Aiman az-Zawahiri endgültig ausgeschlossen. Der Hintergrund der Abspaltung des ISIL von al-Qaida liegt darin, dass al-Baghdadi, der als sehr ehrgeizig beschrieben wird, die Operationen des ISIL nicht auf den Irak beschränken wollte, sondern auch in Syrien tätig ist und in naher Zukunft in der gesamten Levante aktiv werden will. Dagegen vertritt al-Zawahiri das Motto: „Betreibst du den Jihad überall, betreibst du ihn nirgendwo“, wonach eine Konzentration der einzelnen Organisationen auf genau abgegrenzte Operationsgebiete stattfinden soll, um möglichst große Wirksamkeit zu erzielen. Die von al-Qaida abweichenden theologischen Positionen des ISIL haben sich nach der Ansicht von Beobachtern erst nach diesem Bruch entwickelt, auch um diesen Bruch zu legitimieren.
ISIS bekannte sich am 23. Juli 2013 zu den in der Nacht vom 21. auf den 22. Juli ausgeführten Anschlägen auf die irakischen Gefängnisse in Abu-Ghuraib und Tadschi. ISIS tötete dabei Dutzende von Menschen mit Handfeuerwaffen, Granaten und durch von Selbstmordattentätern gesteuerte Autobomben und verhalf so Hunderten von Gefangenen, darunter hochrangigen al-Qaida-Mitgliedern, zur Flucht aus Abu-Ghuraib.
Die irakische Regierung unter Nuri al-Maliki beschloss in der zweiten Jahreshälfte 2013 in Reaktion auf das Erstarken von ISIS im Irak die Wiedereinsetzung und Stärkung der Sahwa-Bewegung.
Am 29. September 2013 töteten Selbstmordattentäter mit Autobomben in Erbil (Regierungssitz der Autonomen Region Kurdistan im Irak) in der Nähe des Asayesch-Hauptquartiers sechs Menschen und verwundeten 36. Am 6. Oktober bekannte sich ISIS zu dem Anschlag, der eine Reaktion auf Masud Barzanis angeblichen Willen gewesen sei, die Regierung in Bagdad und kurdische Kräfte, die in Syrien gegen Dschihadisten kämpfen, zu unterstützen.
Neben den Truppen Assads gehören im syrischen Bürgerkrieg vor allem die Freie Syrische Armee und kurdische Volksverteidigungseinheiten (YPG) zu den Gegnern von ISIS. Zu den von ISIS eingenommenen syrischen Städten zählen al-Bab, Dscharābulus, Aʿzāz und ar-Raqqa. Am stärksten ist ISIS im Gouvernement ar-Raqqa. Dort und u. a. auch in Manbidsch kam es 2013 zu Protesten gegen ISIS.
In der zweiten Jahreshälfte 2013 baute ISIS seine Präsenz in der irakischen Stadt Mossul aus, wo die Organisation Berichten zufolge 8 Millionen US-Dollar Schutzgeld pro Monat eintrieb. Ende September 2013 begann ISIS mit Selbstmord- und Mörser-Anschlägen in Damaskus; damit tötete sie in einem Monat etwa 100 Menschen.
Am 11. Oktober 2013 veröffentlichte Human Rights Watch einen Bericht, nach dem ISIS zusammen mit mindestens 19 anderen bewaffneten Oppositionsgruppen vom 4. bis 18. August in ländlichen Gegenden des Gouvernement Latakia an organisierten Massakern beteiligt war, bei denen mindestens 190 Zivilisten getötet und über 200 als Geiseln genommen wurden. Mindestens 67 Menschen seien in der Operation bei regierungstreuen Alawiten-Dörfern hingerichtet oder rechtswidrig getötet worden. Die fünf Gruppen, die diese Operation hauptsächlich finanziert, organisiert und ausgeführt hätten, seien die Ahrar al-Scham, ISIS, Dschabhat al-Nusra, Dschaisch al-Muhadschirin wal-Ansar und Suquor al-Izz. ISIS und Dschaisch al-Muhadschirin wal-Ansar hätten noch Gewalt über die Geiseln, zu denen größtenteils Frauen und Kinder gehören, verübt. The Wall Street Journal berichtete am 17. Dezember 2013, die Geiseln seien immer noch in den Händen von ISIS und die Organisation habe Angriffe auf Alawiten und Christen verstärkt.
Am 15. Oktober 2013 gaben die türkischen Streitkräfte (TSK) bekannt, mit zwei T-155 Fırtına vier Granaten auf ISIS-Stellungen abgefeuert zu haben, nachdem am 14. Oktober ein Mörser-Geschoss aus der Aʿzāz-Region auf türkischem Territorium beim Armee-Grenzposten Demirisik nahe Kilis eingeschlagen war. Dies war der erste Angriff der türkischen Streitkräfte auf al-Qaida zugehörige Gruppierungen.
Im November 2013 gab ISIS bekannt, in Syrien ein Ausbildungslager für minderjährige Kämpfer zu unterhalten, die jüngsten davon zehn Jahre alt. Im selben Monat begannen die Vereinigten Staaten auf eine entsprechende Anfrage Malikis während eines Staatsbesuchs im Vormonat, Hellfire-Raketen und Überwachungsdrohnen zur Bekämpfung von ISIS in den Irak zu schicken. Ebenfalls im November kam es zur Konfrontation zwischen ISIS und den Ahrar al-Scham, als der ISIS einen Kommandanten der Ahrar al-Scham enthauptete, den sie irrtümlich für einen irakischen Schiiten hielt. Anfang Januar 2014 kam es wieder zu einem Vorfall, bei dem ISIS einen Kommandanten der Ahrar al-Scham tötete und verstümmelte.
Am 19. Dezember 2013 veröffentlichte Amnesty International einen Bericht, dem zufolge ISIS in Syrien Geheimgefängnisse unterhält, in denen systematisch Folterungen, Auspeitschungen und spontane Ermordungen durchgeführt werden.
Wegen der Massenverhaftungen und Ermordungen seitens ISIS unter den syrischen Aktivisten und Rebellen, der extremen Islamauslegung sowie der mangelnden Beteiligung an Kämpfen gegen die Assad-Regierung wurde ISIS von zahlreichen Rebellengruppen unterstellt, von Kräften der Regierung unterwandert zu sein und gegen die Revolution zu arbeiten. Ein weiterer Teil der ISIS-Führung stammt aus dem Irak, die Kämpfer dienten früher als Offiziere unter Saddam Hussein und wurden aus irakischen Gefängnissen kurzfristig wieder freigelassen. Der Chef der al-Qaida Zawahiri distanzierte sich im Februar 2014 von ISIS.

### Islamischer Staat (seit 2014)

Entwicklung der territorialen Kontrolle des IS zwischen Oktober 2014 und Mai 2016
Vom IS kontrollierte Gebiete in Syrien und im Irak
Von syrischen Rebellen kontrolliert
Von syrischer Regierung kontrolliert
Von al-Nusra-Front (Haiʾat Tahrir asch-Scham) kontrolliert
Von irakischer Regierung kontrolliert
Von syrischen Kurden kontrolliert
Von irakischen Kurden kontrolliert

Mit der Ausrufung eines Kalifats am 29. Juni 2014 nennt sich die Organisation nur noch Islamischer Staat. Mitte November 2014 gab der IS in einem Statement bekannt, eine eigene Währung auf Basis von Gold- und Silbermünzen einzuführen. Das Ziel sei es, sich der „Gewaltherrschaft des Finanzsystems“ zu entziehen und „Muslime von einem globalen Wirtschaftssystem [zu] entlassen, das auf satanischem Wucher basiere“.
Mitte November 2014 wurden Auswertungen interner IS-Dokumente veröffentlicht, die belegen, dass der IS sich bemüht, staatsähnliche Strukturen aufzubauen. Nach Angaben der irakischen Regierung waren die Dokumente auf USB-Sticks und Festplatten gespeichert und am 5. Juni 2014 bei einer Razzia im Versteck von Adnan Ismail Najim in Mossul gefunden worden. Adnan Ismail Najm (Kampfname: Abdel Rahman al-Bilawy), der bei der Razzia am 4. Juni 2014 erschossen wurde, galt als zweiter Mann innerhalb des IS. Er fungierte als Kriegsminister und galt außerdem als enger Vertrauter des Kalifen Baghdadi; nach dem Sturz Saddam Husseins waren sie 2003 gemeinsam im US-Militärgefängnis Camp Bucca (bei Umm Qasr) im Süden des Irak, welches sie „die Akademie“ nannten, inhaftiert gewesen. Einen Teil der Dokumente hatte die irakische Regierung dem Investigativteam des NDR, des WDR und der Süddeutschen Zeitung zur Verfügung gestellt. Im Juni hatte der britische Guardian bereits über den Dokumentenfund berichtet. Das ausgewertete Material stammt aus dem Jahr 2013 und reicht bis ins Frühjahr 2014. Die Unterlagen beziehen sich fast ausschließlich auf den Irak. Demzufolge seien Sozialleistungen (Krankenversicherung, Heiratsbeihilfen und Unterstützungszahlungen) für die Familien getöteter oder inhaftierter Kämpfer initiiert worden. Die Kosten für das Sozialsystem, die dort aufgeführt wurden, überstiegen bisweilen die Ausgaben für den Ankauf von Waffen. Aus den Unterlagen ergibt sich ferner, dass alle neun IS-Provinzen über einen eigenen Etat verfügen; allein der Bezirk Bagdad-Nord gab danach im November 2013 genau 493.200 Dollar aus. Das Material zeigt auch, dass zwischen den IS-Provinzen ein Finanzausgleich zugunsten der ärmeren Regionen stattfindet.
Laut dem Politikwissenschaftler Peter R. Neumann, Professor am King’s College London, setzt der IS, vermutlich mehr als jede andere Terrororganisation vor ihr, ganz systematisch den Terror als Mittel der Kriegsführung ein: „Diese Dokumente bestätigen im Prinzip, dass diese gesamte Organisation eigentlich viel rationaler und viel durchdachter ist, als wir uns das bisher vorgestellt haben.“ Für die Bundesregierung analysierte der Bundesnachrichtendienst: Anders als al-Qaida biete der IS das Leben in einem Kalifat. Dies mache ihn für Muslime in aller Welt hochattraktiv und sei einer der Gründe, warum der IS „eine größere Herausforderung für die westliche Staatengemeinschaft“ darstelle als al-Qaida.
Laut Röhmel/Wolf ist in der Sichtweise des IS (wie auch anderer Islamisten wie Mitgliedern von al-Qaida oder der Muslimbruderschaft) das Virus SARS-CoV-2 ein „Soldat Allahs“, der alle Feinde bekämpfen soll und als Waffe genutzt werden solle.

## Ideologie und Gründungsmanifest
Mitte Oktober 2006 wurde in einem Video von einem anonymen Vertreter des ISI-Informationsministeriums eine Gründungserklärung des Islamischen Staates verlesen. Als politische Begründung für die Ausrufung eines islamischen Staates wurde angeführt, dass die Sunniten, anders als die Kurden im Norden und die Schiiten im Süden, noch immer nicht über ein eigenes Staatswesen verfügten, sondern weiter unter Fremdherrschaft leben müssten. Zur religiösen Begründung wurde auf einen Spruch des Propheten Mohammed im Hadith verwiesen, dass Muslime von einem Muslim regiert werden müssen. Als wichtigste politische Ziele wurden bereits damals die Vertreibung aller „Invasoren und Aggressoren“ aus dem Irak und nachfolgend die Schaffung von Frieden und Sicherheit, die buchstabengetreue Ausführung der Scharia und damit einhergehend die gerechte Verteilung der Ressourcen des Landes an alle Gläubigen genannt.
Anfang 2007 veröffentlichte ISIS eine neunzigseitige Schrift mit dem Titel Benachrichtigung der Gläubigen über die Geburt des Islamischen Staates. Darin wurde unter Berufung auf Koranverse und Stellungnahmen berühmter mittelalterlicher sunnitischer Staatsgelehrter versucht, die Rechtmäßigkeit der Staatsgründung im Sinne des sunnitischen Rechtsverständnisses nachzuweisen. Die Bestimmung des Staatsführers solle durch „Usurpation durch Unterwerfung mit dem Schwert“ (Recht des waffenstärksten Bewerbers auf die Führungsposition im Krisen- oder Streitfall) erfolgen. Da aus sunnitischen Quellen nicht abzuleiten ist, wie groß das Territorium sein muss, auf dem ein Islamischer Staat ausgerufen werden darf, gilt aus der Sicht des ISI, dass dies überall dort ist, wo seine Kämpfer öffentlich mit Waffen auftreten. Bald nach ihrer Veröffentlichung wurde die Schrift durch den palästinensisch-jordanischen Gelehrten Abū Muhammad al-Maqdisī auf seine viel beachtete Website tawhed.ws gestellt. Sie war dort auch noch zu lesen, nachdem al-Maqdisī nach seiner Haftentlassung im Juni 2014 versucht hatte, sich als Kritiker des Islamischen Staates darzustellen.

### Scharia und Gesetze
In seinem Herrschaftsgebiet führte der IS einen auf seiner Interpretation der Scharia und dem Wahhabismus basierenden 16-Punkte-Katalog ein, der das öffentliche und private Leben massiv normiert. Demnach sind der Konsum und Verkauf von Alkohol, Tabakwaren und anderen Drogen ebenso untersagt wie das Abhalten von Versammlungen, „Götzen-Bildnisse“ und Schreine. Das Rasieren und Trimmen des Bartes ist verboten. Frauen müssen „züchtig-bedeckende Kleidung“ tragen, Verlautbarungen in Moscheen unterliegen der Zensur. Im Juni 2015 wurde das im Nahen Osten beliebte Taubenzüchten verboten, weil es die Muslime vom Beten abhalte und der Anblick von Taubengenitalien ihre Sittlichkeit verletzte. Bereits vor dem Verbot wurden drei Männer wegen Taubenzüchtens hingerichtet. Dies verhindert gleichzeitig, diese als Nachrichtenmittel zu nutzen. Der Gebrauch von Mobiltelefonen, die über GPS ortbar sind, ist genau geregelt. Apple-Produkte sind generell verboten, bei anderen Herstellern muss die GPS-Funktion außer Betrieb gesetzt werden.

### Bedrohung von Muslimen
Entgegen der Botschaft von Amman wird beobachtet, dass der IS gegen Muslime anderer Glaubensrichtungen eine rigorose Version der islamischen Praxis des Takfīr anwendet: Alle Abweichler (z. B. die Schiiten) sind demnach „Ungläubige“ bzw. „Gottesleugner“ (Kāfir) und werden als todeswürdig eingestuft und getötet, wenn sie sich im Machtbereich des IS aufhalten.
Az-Zarqawi hegte einen besonderen Hass gegenüber Schiiten, der die gesamte anti-schiitische Ausrichtung des IS prägte. Er war der Überzeugung, dass man diese nicht konvertieren könne, sondern auslöschen müsse. Diese Ansicht stand der Meinung al-Qaidas diametral gegenüber, die in Schiiten nur fehlgeleitete Muslime sehen, die man mit der richtigen Anleitung zurück zur Wahrheit führen kann. Dies war einer der Gründe, warum az-Zarqawi niemals ernsthaft mit al-Qaida kooperieren wollte. Er stufte al-Qaida als schwache Institution ein, die falschen Vorstellungen folgte, und machte sich in der Entstehungsphase des IS ausschließlich ihre Popularität zunutze, um Aufmerksamkeit und finanzielle Mittel für seine Organisation zu generieren.
Feindlich steht der IS auch der Hamas gegenüber. Dass für die Hamas der Islamismus zwar fester Bestandteil der Ideologie ist, jedoch das Ziel eines palästinensischen Nationalstaats verfolgt wird, wird vom IS als letztlich westliches Konzept abgelehnt. Der IS verurteilt zudem, dass die Hamas mehrfach mit Israel verhandelt hat und Waffenstillstände einging. Auch das Zweckbündnis der sunnitischen Hamas mit dem schiitischen Iran bzw. der vom Iran gesteuerten Hisbollah wird verurteilt. Ein weiterer Vorwurf ist, dass die Scharia von der Hamas im Gazastreifen nicht ausreichend durchgesetzt worden sei.

### Christenverfolgung
Obwohl die Christen keineswegs die einzigen Opfer der religiösen Gewalt durch den Islamischen Staat sind, macht die Tatsache, dass sie bis heute die größte nicht-muslimische Religionsgemeinschaft Syriens sind, ihre Gefahrenlage zusätzlich prekär. Schon kurz nachdem der Islamische Staat 2014 ein Kalifat in großen Teilen des syrisch-irakischen Gebietes ausgerufen hatte, häuften sich Drohungen gegen die Christen, entweder zum Islam zu konvertieren, Syrien und den Irak zu verlassen oder bei einer Verweigerung dieser Anordnungen getötet zu werden. Zwar hatte der Anführer des IS, Abū Bakr al-Baghdādī, am 26. Februar 2014 in ar-Raqqa den Christen nach prophetischem Vorbild im islamischen Recht einen sog. Dhimma-Status angeboten – bzw. oktroyiert. Damit verbunden war aber, dass die Christen jeglichen feindlichen Akt gegenüber dem Islamischen Staat unterlassen müssten. Diese bewusst vage Aussage führte dazu, dass der Islamische Staat einen völlig willkürlichen Umgang mit den Christen praktiziert, weil er immer behaupten kann, dass die christliche Bevölkerung ihnen gegenüber feindselig sei. Beispielsweise wurden nach der Eroberung der Stadt Mossul durch den IS im Sommer 2014 viele der dort ansässigen Christen entgegen dem „Schutzvertrag“ (Dhimma) gezwungen zum Islam zu konvertieren. Häufig wurden sie bei einer Verweigerung zu konvertieren beraubt, vertrieben oder mit dem Tod durch das Schwert bestraft. Teile der sunnitischen Bevölkerung in Mossul unterstützten die Islamisten sogar dabei, christliche Häuser zu identifizieren, indem sie die Gebäude der Christen mit dem arabischen Buchstaben Nūn markierten. Im Koran werden die Christen häufig als Naṣārā (Nazoräer, nach Jesus von Nazaret), bezeichnet, wobei der arabische Buchstabe (ن) „Nun“ entsprechend für den Buchstaben „N“ steht. In Mossul wurde das „Nun“ missbräuchlich zur Brandmarkung der christlichen Minderheit verwendet. Während viele Sunniten in Syrien ihre vorher relativ unbelasteten Beziehungen zu ihren christlichen Nachbarn beim Ansturm der Islamisten vergessen hatten, begannen auch Teile von ihnen in der Folge selbst Jagd auf Christen zu machen. Der Einfall des IS in Mossul mit der anschließenden Vertreibung der dort seit zwei Jahrtausenden ansässigen Christen stellte für die Christenheit in der Levante die bislang schärfste Zäsur des Krieges dar. Lebten unter Saddam Hussein 1,3 Millionen Christen im Irak, waren es Stand 2021 noch etwa 200.000. Weitere einschneidende Vorfälle wie die Entführung orthodoxer Bischöfe und Nonnen und letztendlich die weit verbreiteten christenfeindlichen Übergriffe durch Islamisten bestätigten die schlimmsten Befürchtungen der Christen.

### Antisemitismus und Antiisraelismus
Die Ideologie des IS enthält antisemitische Forderungen wie die Vernichtung des Staates Israel und des gesamten jüdischen Volkes. In der zweiten Ausgabe des IS-Magazins „Dabiq“ heißt es beispielsweise, es sei „nur eine Frage der Zeit, bis er [der IS] Palästina erreicht, um die barbarischen Juden zu bekämpfen und diejenigen von ihnen, die sich hinter den ‚Gharqad‘-Bäumen – den Bäumen der Juden – verstecken, zu töten.“ Die Feindbilder „Israel“ und „Jude“ bilden eine untrennbare Einheit und in vielen IS-Videos ist von einer anzustrebenden „Befreiung Jerusalems“ die Rede. Eine dem IS zuzurechnende Gruppe zählte 2018 in einem Video neben den USA, dem Schiitentum und dem Laizismus auch das Judentum zu den Feinden des IS.
Ungeachtet seiner ablehnenden Haltung gegenüber der Hamas riefen nach dem Terrorangriff der Hamas auf Israel 2023 nach anfänglichem Zögern auch der IS und Regionalorganisationen zu Gewalt gegen Israel und Juden in aller Welt auf.

### Sklaverei und sexueller Missbrauch
Bei seinem Vormarsch im Sommer 2014 vertrieb der IS die jesidische Bevölkerung aus dem Nordirak; ein großer Teil, der nicht rechtzeitig fliehen konnte, geriet in seine Gefangenschaft. Im Oktober 2014 erklärte der IS in seinem Propagandamagazin Dabiq, dass sein „Ziel die kulturelle und religiöse Auslöschung der Identität der Jesiden“ sei. Scharia-Studenten des IS hätten die Jesiden nicht als ehemalige islamische Sekte eingestuft, sondern als eine heidnische Religion aus vorislamischer Zeit, somit als Muschrik (Götzendiener, also eine abwertende Bezeichnung für Polytheisten). „Nach islamischem Recht sei man damit auch berechtigt, jesidische Frauen und Kinder zu versklaven.“
Der Artikel mit dem Titel Die vorzeitige Wiedergeburt der Sklaverei führt weiter aus, dass man Frauen und Kinder unter den Kämpfern des islamischen Staates aufgeteilt habe, „nachdem ein Fünftel von ihnen der Regierung des Islamischen Staates als Steuer übergeben wurde.“ Nach Berichten geflohener Mädchen gehört es zur Praxis in allen vom IS besetzten Territorien, junge Frauen und Mädchen ab neun Jahren als Konkubinen zu versklaven. Ausländische Anhänger der Milizen werden mit Frauen versorgt.
2015 wurde durch geflohene Jugendliche bekannt, dass der IS Kindersoldaten ausbildet. In den überfallenen jesidischen Dörfern im Irak versucht der IS, Jungen umzuerziehen und als Kämpfer auszubilden. Beobachter sehen das Training als Teil der IS-Bemühungen, eine neue Generation von Kämpfern heranzuzüchten. Neben gewaltsamer Rekrutierung werden die Jugendlichen und Kinder mit Hilfe von Geschenken, Drohungen und Gehirnwäsche gefügig gemacht. Der IS nutzte ein Video, in dem ein Junge, der unter Aufsicht eines erwachsenen Dschihadisten steht, einen syrischen Soldaten enthauptet. In einem anderen Propaganda-Video werden 25 Kinder gezeigt, die 15 gefangenen syrischen Soldaten in den Kopf schießen. Im Lager Faruk werden laut IS-Quellen Jungen mit Drill zu Kämpfern ausgebildet.
Verschiedene Menschenrechtsorganisationen gehen von 2500 bis 7000 Verschleppten aus. „Die Selbstbezichtigung von IS ist nun ein wichtiges Indiz dafür, dass die Terrormiliz den Versuch eines kulturellen Genozids an den Jesiden unternimmt.“
Im April 2016 ermordete der IS 250 Frauen, weil sie sich nicht als Sexsklavinnen missbrauchen lassen wollten; ähnliche Mordaktionen hatten auch schon früher in kleinerem Umfang stattgefunden.

### Zerstörung von Kulturgut
Der IS betreibt einen scharfen Ikonoklasmus und zerstört systematisch Kulturgüter der vorislamischen Vergangenheit. Im September 2014 wurde die armenische Gedächtniskirche am ehemaligen Konzentrationslager Deir ez-Zor aus den Zeiten des osmanischen Völkermords an den Armeniern gesprengt. Im Februar 2015 wurden im Museum von Mossul gezielt Statuen, insbesondere aus der assyrischen Zeit, zerschlagen. Es liegen auch Berichte vor, wonach sich die Zerstörungswut generell gegen archäologische Monumente richte. Im Irak sollen zwischen Ende Februar und Anfang März 2015 die Überreste der antiken Städte Nimrud, Hatra und Dur Šarrukin ebenso wie die Zitadelle von Assur mit Sprengstoff und Bulldozern vernichtet worden sein. Der Umfang des Ikonoklasmus erinnerte Beobachter an die Sprengung der Buddha-Statuen von Bamiyan durch die afghanischen Taliban im März 2001. Es wird vermutet, dass der IS verschiedene Ziele damit verfolgt und dass bei dem Bildersturm auch propagandistische Motive eine Rolle spielen. Stellenweise wurde auch berichtet, dass Kulturgüter möglicherweise mit LKW abtransportiert wurden, um sie im westlichen Antikenhandel zu Geld zu machen.
Islamische Gelehrte und Institutionen wie das in Kairo ansässige oberste islamische Rechtsinstitut Dar al-Ifta verurteilten die Zerstörung der Kulturgüter durch den IS und wiesen darauf hin, dass selbst frühere Kalifen oder Gelehrte wie Abū Hanīfa im Irak lebten und diese Stätten erhielten und nicht zerstörten.
Gezielt wurden historische Gotteshäuser der christlichen Minderheit im Irak und in Syrien zerstört. Das chaldäische Sankt-Elias-Kloster aus dem 5. Jahrhundert wurde ebenso wie die syrisch-orthodoxe Grüne Kirche in Tikrit, eine der ältesten des Irak, bereits 2014 vollständig abgerissen. Die Grabstätte vom Mar-Behnam-Kloster in Baghdida wurde 2015 gesprengt und die alten Manuskripte verbrannt, das Mor-Mattai-Kloster bedroht. 2016 wurde in Mossul die katholische Kirche Unserer Frau der Stunde aus dem 19. Jahrhundert mit Sprengstoff beseitigt. Auch schiitische Bauten wie die 2014 abgerissene Moschee des Oweis el-Karni in Rakka blieben nicht verschont.
Am 20. Mai 2015 eroberte der IS die antike Metropole Palmyra und das dortige UNESCO-Weltkulturerbe mit den bis dahin noch erhaltenen vorwiegend römischen Ruinen. Im August und September 2015 begann der IS mit der systematischen Zerstörung mehrerer bedeutender Bauwerke der Ruinenstadt, darunter die Grabtürme am Stadtrand sowie der Baaltempel und auch der Baalschamin-Tempel, welche durch Sprengung völlig zerstört wurden.

### Völkermord und Kriegsverbrechen
Am 19. März 2015 veröffentlichte das UNO-Hochkommissariat für Menschenrechte einen Bericht, in dem die Einschätzung vertreten wurde, dass die durch den IS verübte Gewalt das Ausmaß von Völkermord erreicht habe. Besonders das Vorgehen gegen die Jesiden habe das Ziel, diese als Gruppe zu vernichten, so der Bericht. Außerdem wurden weitere Verbrechen wie Mord, Folter, Vergewaltigungen und sexuelle Versklavung sowie erzwungene religiöse Konvertierung und Zwangsrekrutierungen von Kindern aufgezählt. Die Ermittler appellierten an den in Genf tagenden UN-Menschenrechtsrat, sich beim UN-Sicherheitsrat für die strafrechtliche Verfolgung aller derartigen Verbrechen einzusetzen. Der UN-Sicherheitsrat müsse damit den Internationalen Strafgerichtshof in Den Haag beauftragen.
Das journalistische YouTube-Magazin Vice berichtet anhand eines Interviews, dass die IS-Milizen, und hier vor allem junge Männer ohne militärische Ausbildung, vor militärischen Aktionen bzw. Terrorakten zur Einnahme des Stimulans Captagon angehalten werden, die sie seelisch abstumpfen und brutalisieren soll. Captagon wird unter anderem im Libanon und in Syrien produziert und gelangt von dort über den Schwarzmarkt an alle Kriegsparteien.

### Terrorismus als Strategie
Die terroristische Strategie des Islamischen Staates stammt von dem Manifest Idarat at Tawahusch (deutsch: Das Management bestialischer Grausamkeit), das von der irakischen Sektion der al-Qaida 2004 verfasst wurde. Weil Jugendliche von Natur aus rebellisch sind, glauben die Islamisten, dass Terroranschläge gegen Schiiten, Kurden, Christen und Atheisten sunnitische Jugendliche mit „Energie und Idealismus“ füllen würden und sich die Jugendlichen zum Zwecke der Selbstopferung dem Kampf bzw. Terror verschreiben würden. Außerdem sollen die feindlichen Staaten ihre Kräfte überdehnen, um Ziele zu schützen, die nicht effektiv geschützt werden können, und der Westen soll zu einem direkten Eingreifen mit eigenen Bodentruppen animiert werden.
Nach der Rückeroberung der letzten größeren vom IS gehaltenen Stadt Albu Kamal durch die syrische Armee im November 2017 hat der IS nunmehr 96 % des ursprünglich beanspruchten „Hoheitsgebiets“ verloren.

## Finanzierung
Der IS galt als die reichste Terrororganisation der Welt mit einem geschätzten Vermögen von zwei Milliarden US-Dollar (Stand Januar 2015). Bei der Eroberung von Mossul und der Plünderung der Zentralbank gelangten im Juni 2014 allein 429 Millionen US-Dollar in die Hände des IS. Das „Geschäftsmodell“ IS basierte auf mehreren Säulen:
- Erdöl: Der IS finanzierte sich größtenteils über die Einnahmen vom Verkauf des Rohöls aus eroberten Ölfeldern.[149][150] Bis zu den ersten Luftschlägen auf Erdölfelder im Oktober 2014 wurde täglich für 3 Millionen US-Dollar Öl gefördert und verkauft. Ende 2014 sanken die Zahlen auf etwa 360.000 US-Dollar je Tag.[151]
- Raub: Eine zusätzliche Einnahmequelle war der Verkauf antiker Fundstücke aus Raubgrabungen an archäologischen Fundstellen und der Plünderung von Museen. Bis Ende 2014 sollen archäologische Funde allein aus Syrien im Wert von 30 Millionen US-Dollar in den Westen geschmuggelt und hier mit gefälschten Papieren in den Kunsthandel gebracht worden sein.[152]
- Lösegeld und Sklaverei: Forderungen aus Entführungen sowie die „Versteigerung“ von Kindern und Frauen (insbesondere gefangengenommene Jesiden und Christen) auf Sklavenmärkten stellen eine weitere Einnahmequelle dar. Mädchen und Frauen zwischen 10 und 20 Jahren wurden für umgerechnet 68 Euro versteigert; Kinder bis zu 9 Jahren erzielten Preise bis zu umgerechnet 135 Euro. Entführte westliche Geiseln wurden für 3 bis 5 Millionen US-Dollar freigelassen.[153][154][155][156]
- Spenden: Der IS finanziert sich über Spenden vermögender Privatleute, religiöser Stiftungen und Moscheevereine,[157] vor allem aus Saudi-Arabien und Katar.[158]
- Steuern: Der IS erhebt Steuern von Gewerbetreibenden, die für Umsatz- und Vermögensteuer jeweils bei 10 % liegen, sowie Zölle (zwischen 200 und 500 US-Dollar je Lieferung). Daneben bezog der IS in Mossul Mieteinnahmen für über 20.000 Wohnungen und Geschäfte in Höhe von 3 Millionen US-Dollar monatlich.[159][160][161][162] Der IS führte über alle Transaktionen genau Buch.[147]

Der Islamische Staat proklamiert auf seinen Webseiten und in sozialen Netzwerken die Einführung eines Gold-Dinars, der sukzessive in Umlauf gebracht wird.

## Führung

### Führungsstruktur
Neben dem selbsternannten, in der restlichen islamischen Welt nicht anerkannten „Kalifen“ Abū Bakr al-Baghdādī stand Adnan al-Sweidawi („Abu Ali al-Anbari“; † 12. Dezember 2015 in al-Ash, Syrien) als Vertreter für Syrien an der Spitze der Organisation IS. Der am 18. August 2015 in der Stadt Mossul durch einen Drohnenangriff getötete Fadel al-Hayali („Abu Muslim al-Turkmani“) war bis zu diesem Zeitpunkt al-Baghdadis Stellvertreter im Irak. Fünf „Gouverneure“ herrschen in Syrien, sieben weitere im Irak. Die Führung des IS bestand aus neun Räten: dem Führungsrat, dem Schūrā-Rat, dem Rechtsrat, dem Sicherheitsrat, dem Hilfsrat für Kämpfer, dem Militärrat, dem Geheimdienstrat, dem Medienrat und dem Finanzrat.
Dokumente, die laut Angaben des Spiegel vom getöteten IS-Chefstrategen Hadschi Bakr stammen, legen nahe, dass es neben der oben beschriebenen Führungsstruktur eine parallele Geheim- bzw. Geheimdienststruktur gibt bzw. gab. An deren Spitze steht das klandestine Gremium Ahl al-Hall wa-l-ʿAqd, das angeblich die tatsächlich relevanten Entscheidungen trifft. Im historischen Kalifat hatte ein Gremium dieses Namens die Aufgabe, den Kalifen zu wählen oder abzusetzen. Der Spiegel-Quelle zufolge haben Hadschi Bakr und dessen irakische Geheimdienstclique al-Baghdadi im Jahr 2010 tatsächlich als religiösen Frontmann an die Spitze des IS gebracht. Wie viel Macht der Kalif tatsächlich habe, sei daher unklar. Tatsache jedoch sei, dass die tatsächlichen Anführer aus ehemaligen Offizieren von irakischen Geheimdiensten und Eliteeinheiten bestand, die unter Saddam Hussein dienten und nach dessen Sturz und Tod einen Weg zurück zur Kontrolle über den Irak suchten und die gute Kontakte zu syrischen Geheimdiensten von Baschar al-Assad unterhielten.
Von 25 Personen des obersten Führungskaders des IS waren 17 ab 2004 im US-amerikanischen Gefängnis Camp Bucca im Südirak inhaftiert. Durch die Zusammenlegung radikaler Dschihadisten, Militärs und Geheimdienstoffiziere in gemeinsame Zellenblöcke wurde nach Ansicht von westlichen Kommentatoren ein „verhängnisvoller Fehler“ begangen. Dort erfolgte die Anwerbung erfahrener Militärs der irakischen Armee für den Islamischen Staat. Irakische Beobachter sprechen in diesem Zusammenhang von der „Akademie Bucca“.

„Die US-Besatzer im Irak hatten ein tragisches Talent dafür, sich […] ihre intelligentesten Feinde selbst zu schaffen und zu vereinen.“

### Führer

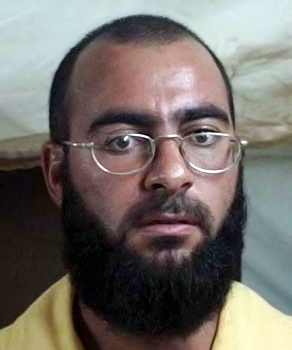
Abū Bakr al-Baghdādī, 2004

Zu Führungswechseln kam es beim IS bislang nur durch den Tod des jeweils bisherigen Anführers.
- 00/1999 – 06/2006: Abu Musab az-Zarqawi
- 00/2006 – 04/2010: Abu Abdullah ar-Raschid al-Baghdadi
- 05/2010 – 10/2019: Abū Bakr al-Baghdādī
- 11/2019 – 02/2022: Abu Ibrahim al-Haschimi al-Quraischi
- 03/2022 – 11/2022: Abu Hassan al-Haschimi al-Quraischi[173]
- 11/2022 – 4/2023: Abu al-Husain al-Husaini al-Quraischi
- ab 08/2023: Abū Hafs al-Hāshimī al-Qurashī[174]

### Weitere bekannte Mitglieder
Siehe Kategorie:Mitglied (Islamischer Staat).

## Truppenstärke der Streitkräfte
Schätzungen des US-Außenministeriums vom Mai 2013 bezifferten die Truppenstärke des IS im Irak mit 1000 bis 2000 Menschen. Schätzungen eines Irak-Experten der Friedrich-Naumann-Stiftung vom Juni 2014 gehen jedoch von einer Stärke von 10.000 bis zu 15.000 Personen aus. In Syrien wurde die Anzahl der Kämpfer des IS je nach Quelle auf 3000 bis 8000 geschätzt. Im August 2014 berichtete der Leiter der syrischen Beobachtungsstelle für Menschenrechte, Rami Abdel Rahman, von 50.000 Leuten, die mittlerweile in Syrien kämpfen – 20.000 davon seien aus dem Ausland, laut Schätzungen der EU-Kommission waren 2.000 davon aus Europa. Der Sprecher des US-Auslandsgeheimdienstes CIA, Ryan Trapani, sagte im September 2014, man gehe von 20.000 bis 31.500 Kämpfern aus. Die Zahl der ausländischen Kämpfer beim IS wurde (September 2014) mit etwa 1000 Türken, 2000 Europäern und 100 US-Amerikanern angegeben. Die tunesische Regierung ging im Oktober 2014 von 2400 bis 3000 Tunesiern beim IS aus. Ein UNO-Bericht vom 29. September 2014 berichtet von 15.000 Kämpfern aus 80 Ländern. Ende Dezember 2014 wurden 550 Deutsche beim IS gezählt. Bis Mitte 2015 wurden mindestens 20.000 Ausländer aus über 100 Ländern vermutet, unter den ausländischen Dschihadisten 3000 Tunesier, 2500 Saudis, 1400 Franzosen, jeweils 700 Deutsche und Briten, 400 Belgier und 220 Österreicher. Obwohl bei Luftschlägen der Anti-IS-Allianz bis Juni 2015 über 10.000 IS-Kämpfer getötet wurden, ist die Kampfkraft des IS intakt geblieben, da monatlich 1000 neue Kämpfer zureisten.
Im Dezember 2015 veröffentlichte die Denkfabrik Soufan Group einen Bericht, wonach die meisten ausländischen Kämpfer aus Tunesien (6.000), Saudi-Arabien (2.500), Russland (2.400), der Türkei (2.100) und Jordanien (2.000) stammen. Aus Westeuropa kamen demnach 5.000 Personen – davon 1.700 aus Frankreich, 760 aus Großbritannien, 760 aus Deutschland, 470 aus Belgien und je 300 aus Österreich und Schweden. Aus den USA und Kanada stammen etwa 280 Kämpfer.
Im November 2017 gingen deutsche Sicherheitsbehörden davon aus, dass 950 deutsche Islamisten in das IS-Gebiet ausgereist sind. Von diesen waren bereits 150 nicht mehr am Leben. Nach einer EU-Studie zogen weltweit 42.000 Menschen aus 120 Ländern ins IS-Gebiet.
Nach einem Bericht der NZZ vom April 2017 war wegen der großen Zahl an Kämpfern aus dem Kaukasus und Zentralasien Russisch die zweitwichtigste Sprache beim IS.
Aus dem nun früheren Kerngebiet des IS in Syrien konnten sich im Frühjahr 2018 tausende Kämpfer durch die Linien der syrischen Armee in den Westen des Landes absetzen.

## Kriegsgerät
Die Streitkräfte des IS verfügten zeitweise über umfangreiches Kriegsgerät, welches teilweise auf dem Schwarzmarkt gekauft und teilweise bei Beutezügen oder missglückten Waffenlieferungen erbeutet wurde. Das Handelsblatt berichtete im Oktober 2014, dass jede vierte Waffe aus China und jede fünfte aus den USA komme. Insgesamt setzte der IS nach Schätzungen Waffen aus mehr als 25 verschiedenen Ländern ein.
Dazu gehörten laut der deutschen Tageszeitung Die Welt zum Beispiel schwere Artilleriegeschütze und Panzerabwehrraketen vom Typ HOT aus der Produktion des deutsch-französischen Herstellers Euromissile und MILAN-Raketen. Hinzu kommen amerikanische Kampfhubschrauber und Haubitzen des Typs M198. Zum Arsenal des IS gehören österreichische und russische Scharfschützengewehre sowie Maschinengewehre aus Russland, China und Belgien.
Aus einem Artikel der FAZ geht hervor, dass der IS über Giftgas verfügte und diese chemische Waffe bereits eingesetzt habe. Demnach stamme das Gift entweder aus einem heimlichen Lager und der IS habe es erbeutet oder er könne es selbst produzieren.

### Art und Herkunft
Nachdem der IS Ende 2017 weitgehend besiegt war, veröffentlichten Forscher der Gruppe Conflict Armament Research im Dezember 2017 eine Studie, welche die Herkunft von Waffen und Munition des IS untersucht.
Der überwiegende Teil der Waffen des IS waren Baumuster, die von der Sowjetunion und ihren Satellitenstaaten noch im Kalten Krieg vor 1989 entwickelt worden waren. Sichergestellt wurden etwa Sturmgewehre und Maschinengewehre aus sowjetischer, chinesischer, polnischer, jugoslawischer, ungarischer und ostdeutscher Fertigung.
Weiter stellten die Forscher fest, dass der IS einen bedeutenden Teil der Bewaffnung beim Handstreich auf das irakische Mossul 2014 erbeutet hatte. Sichergestellte IS-Munition für Gewehre und Maschinengewehre der Kaliber 7,62×39 und 7,62×54 aus russischer und serbischer Produktion, PG-7T-Panzerfaust-Raketen für die RPG-7 aus bulgarischer Fertigung ordneten die Forscher etwa Munitionslieferungen zu, die diese Staaten im Auftrag der Amerikaner vor 2014 legal an den Irak getätigt hatten.
Weiter stellte sich bei den Nachforschungen heraus, dass 9M111-MB-1-Lenkwaffen und PG-7T-Raketen, die aus Lieferungen stammten, die von den USA ab 2015 in Bulgarien angekauft wurden, im Irak vom IS eingesetzt wurden. Weiter wurden Chargen rumänischer PG-9-Raketen und rumänischer 12,7×108-Munition vom IS eingesetzt, die das US-Verteidigungsministerium 2015 angekauft hatte. Die Forscher nehmen an, dass die Waffen einer der Freien Syrischen Armee zugeordneten Gruppe zuvor von den USA geliefert wurden und dann dem IS zufielen. Weiter wurden Raketen, die Bulgarien 2014 unter dem Vorbehalt einer Endverbleibserklärung an Saudi-Arabien exportiert hatte, im Februar 2016 in Ramadi vom IS eingesetzt. Weitere Raketen aus der Charge wurden im September 2017 bei Mossul noch in Originalverpackung von irakischen Soldaten vom IS erbeutet. Weiter wurden Waffen und Munition bei IS-Kämpfern gefunden, die zuvor Katar an Gruppen in Libyen geliefert hatte und solche, die von Belgien vor Jahrzehnten an die pakistanische Armee geliefert wurden. Modernere Gewehre der chinesischen Norinco-CQ-Serie im NATO-Kaliber 5,56 × 45 mm wurden bei IS-Kämpfern in Kobane gefunden.
Nachweislich aus türkischen Beständen stammten geringe Mengen an IS-Panzerfäusten, Maschinengewehren, Mörsergranaten und 5,56×45-mm-Munition. Letztere war von Bosnien an die Türkei geliefert worden. Chemikalien, die der IS zur Herstellung von Sprengstoff nutzte, wurden an mehreren Orten in Syrien und dem Irak sichergestellt. Das verwendete Aluminium-Pulver stammte ausschließlich von Vertriebsstellen in der Türkei, ebenso die Säcke mit sichergestelltem Ammoniumnitrat und solche mit Kaliumnitrat. Ursprünglich waren alle diese Chemikalien für den Verkauf innerhalb der Türkei produziert worden. Sprengkapseln aus indischer Produktion wurden 2015 in Kobane beim IS gefunden, die zu einer Lieferung von drei Millionen Zündern gehörten, für die 2014 eine Behörde des Libanon die Importlizenz ausgestellt hatte.
Improvisierte Giftgasbomben auf Basis von Aluminiumphosphid wurden in IS-Werkstätten im Irak sichergestellt.

## Medien
Mit dem Umfang, der Professionalität und der strategischen Nutzung von Medien auf unterschiedlichsten Levels – vom Handyvideo eines Kämpfers bis zu Hochglanzmagazinen – ist der IS die erste Terrororganisation, die in diesem Ausmaß ihren realen Kampf gleichzeitig auch in den Medien führt. Es wird so versucht, den ausgerufenen Kalifatstaat zusätzlich virtuell zu konstituieren. Dies gelingt häufig bei der Zielgruppe des IS, den in westlichen Ländern lebenden Muslimen. Direkt betroffene Menschen in den an Syrien und den Irak angrenzenden Ländern sind durch andere Medien und ihren persönlichen Bezug meist für die Propaganda des IS nicht sehr empfänglich. Der IS fanatisiert für eine radikal-archaische Auslegung des Islam und tut dies auch mit der Ästhetik von Hollywood und der Technik der als Kuffār abgelehnten westlichen Welt. Darin sieht der IS keinen Widerspruch, sondern nutze dies bewusst. Es schließe an die Vorlieben der in westlichen Gesellschaften sozialisierten jungen Muslime an.
Der Islamische Staat wirbt für seinen Kalifatstaat vor allem unter Nutzung von sozialen Netzwerken. Die entsprechenden Seiten sind professionell gestaltet, meist in arabischer Sprache, oft mit englischen Untertiteln. Viele IS-Videodateien lagern auf Servern in Kalifornien. In wenigen Fällen tritt der IS offen auf, meist handelt es sich um assoziierte Seiten, die einen kriegerischen sunnitischen Islam propagieren. Nachdem die sozialen Netzwerke Twitter, Instagram und Facebook versuchten, die Umtriebe des IS und anderer islamistischen Organisationen zu beschränken, wichen die Betreiber entsprechender Seiten auf andere oder eigene Server aus. Eine Reihe sozialer Medien boten sich als Alternative an. Auf zahlreichen Notiz-Diensten wie justpaste.it wurden Nachrichten verbreitet. Die offiziellen Accounts werden von den jeweiligen Plattformen immer wieder gelöscht, jedoch entstanden täglich neue Konten von IS-Sympathisanten. Twitter löschte das Konto des IS eigenen al-I'tisam Media Centers und des al-Hayat Media Centers, jedoch eröffneten am gleichen Tag zwei neue Accounts, die schnell 20.000 Follower hatten. Die meisten Videos sind kommentiert oder mit Untertiteln versehen. Als Reaktion auf die Sperrung von Accounts in sozialen Netzwerken werden vermehrt „alternative“ Netzwerke wie Diaspora genutzt.
Der IS ließ 2014 Medyan Dairieh, einen Reporter, der für das New Yorker Medienunternehmen Vice arbeitete, als Embedded Journalist aus dem Herzen des neuen Staatsgebildes und von dessen Front berichten. Seine Dokumentation Der Vormarsch des Kalifats wurde vielbeachtet.
Seit Juli 2014 gibt IS das mehrsprachige Online-Magazin Dabiq (arabisch دابق) heraus. Es ist aufwendig produziert und erinnert in der Gestaltung nach Ansicht mancher Beobachter an Magazine von Sekten und Freikirchen. Es erscheint monatlich und dient der Propaganda und Rekrutierung. Harleen K. Gambhir vom Institute for the Study of War hat auch das vergleichbare Magazin von al-Qaida auf der arabischen Halbinsel, Inspire, untersucht und sieht diese als Motivationsquelle für sogenannte lone-wolf attacks auf westliche Ziele. Dabiq dagegen zielt mehr auf die Legitimierung des sogenannten Kalifats und versucht, Muslime zur Emigration in dasselbige zu bewegen.
Eine der zentralen Produktionsstätten für Propaganda aller Art ist das al-Hayat Media Center. Es ist die Medienorganisation des Islamischen Staates. Der Ex-Rapper und IS-Kämpfer Denis Cuspert spielte nach Einschätzung der Tageszeitung eine aktive Rolle in dem Zentrum.
Das al-Hayat gilt als Auslandsmedium des Islamischen Staates. Das al-Furqan Institute for Media Production ist das offizielle Medienbüro der politischen Führung des IS und erhält auch von der Führung sein Material.
Im August 2014 startete die Amaq News Agency als Nachrichtenagentur des IS. Statt Twitter verwendet die Agentur den verschlüsselten Dienst Telegram und entwickelte eine eigene App für Android.
Die wesentlichen Medieneinrichtungen des IS sind:
- Al-Furqan Institute for Media Production (al-furqan für ‚Standard‘, ‚Kriterium zwischen Lüge und Wahrheit‘) ist die älteste Einrichtung zur Produktion von Propaganda des IS, speziell Videos. Das Al-Furqan Institute wurde 2006 zusammen mit dem Islamischen Staat im Irak (ISI) gegründet. Ein Video von Abū Bakr al-Baghdādī, wie er an einer Zeremonie in einer Moschee in Mosul teilnimmt, wurde von al-Furqan bei YouTube hochgeladen.
- Al-Hayat Media Center ist bekannt für aufwendig produzierte Videos und zielt auf ein westliches Publikum. Neben Videos mit Untertiteln in verschiedenen Sprachen vertreibt das Zentrum auch Berichte, Fotos und Audiomaterial. Dieses wird gezielt zur Rekrutierung von Muslimen in westlichen Ländern für den IS konzipiert. Das Logo ist dem des Senders Al Jazeera nachempfunden.
- Al-I’tisam Media Foundation existiert seit 2013 und produziert und vertreibt Propaganda-Videos für den IS.
- Ajnad Media Foundation wurde im Januar 2014 gegründet und ist auf die Produktion und den Vertrieb von Dschihad-Pop und islamistischer Vokalmusik spezialisiert.[204]
- Konstantiniyye, seit 2015, türkischsprachiges Medium
- Al Ghuraba Media, gegründet von Mohamed Mahmoud.
- Maktabat al-Himma, Verlag für Broschüren.

### Gegenaktivitäten

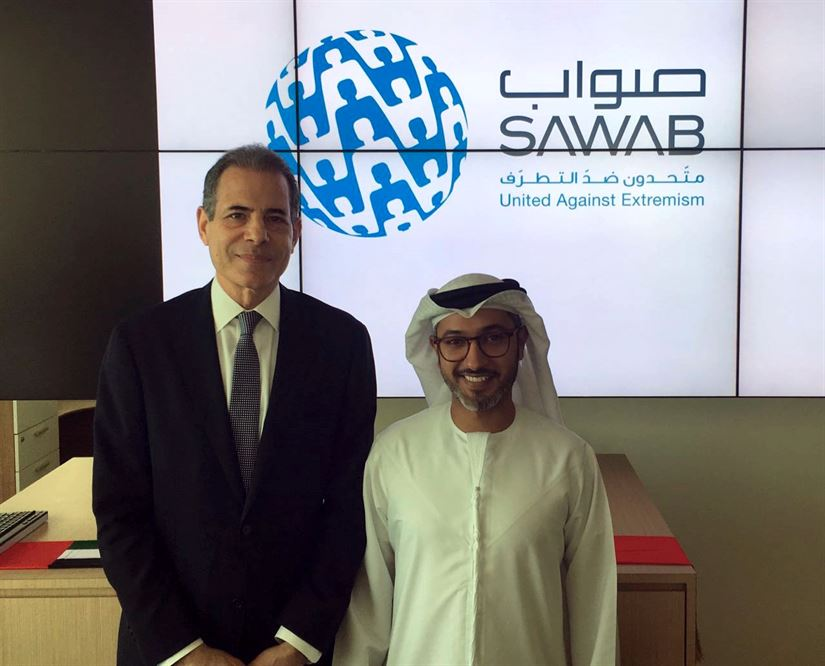
Der Under Secretary of State for Public Diplomacy and Public Affairs Richard Stengel beim Besuch im Sawab Center in Abu Dhabi.

Die Behörden verschiedener Staaten versuchen mit unterschiedlichem Erfolg, gegen die Verbreitung von Propagandamaterial des IS vorzugehen.
Mehrere Medien berichteten umfangreich über Abu Azrael, einen irakischen Schiiten-Milizionär, der von seinen Anhängern als „Schiiten-Rambo“ und Held gefeiert wird und die Terroristen des IS entschieden bekämpft. Als Identifikationsfigur unterstützt er die Anwerbung neuer Kämpfer gegen die IS-Milizen.
Am 8. Juli 2015 wurde The Sawab Center in Abu Dhabi eröffnet, das die Allianz gegen den Islamischen Staat (IS) in den sozialen Netzwerken unterstützt, z. B. im Rahmen eines multinationalen Online-Messaging und eines Engagement-Programms zur Terrorbekämpfung.

## Ursachen für das Erstarken
Der ehemalige britische Premierminister Tony Blair sieht eine Mitschuld der US-geführten Invasion im Irak an der Entstehung der Terrormiliz Islamischer Staat. Es gebe „Elemente der Wahrheit“ in der Behauptung, dass der Irakkrieg den Aufstieg des IS verursacht habe.
Der katarische Rechtsgelehrte Yusuf al-Qaradawi, der der Muslimbruderschaft nahesteht, kritisierte die Benachteiligung und Unterdrückung der Sunniten im Irak. Berichtet wurden Benachteiligungen, Inhaftierungen und Folterungen unter der Regierung von Maliki.
Insbesondere wurden die sunnitischen Einheiten der irakischen Armee nicht ausreichend mit Waffen ausgestattet, so dass der IS zum Beispiel Ramadi 2015 ohne Widerstand einnehmen konnte.
Die Rhein-Zeitung geht in einem Kommentar davon aus, dass die Bürgerkriege vieler Gruppen im Irak und in Syrien das Erstarken des IS erst möglich machten; Chaos und Vakuum seien wie gemacht für straff organisierte Terrormilizen wie den Islamischen Staat. Der von der irakischen Regierung geforderte Komplettabzug der US-Truppen 2011 war sicherheitspolitisch ein Fehler, so der Politikwissenschaftler David Siddhartha Patel. Dem Irak fehlt darüber hinaus auch eine Luftwaffe.
Die Grünen-Politikerin Claudia Roth warf der Türkei vor, die IS-Milizen mit Waffen und Ausbildungslagern unterstützt zu haben, sie sprach von einer „dreckigen Politik“ der Türkei. Die Grünen-Politikerin Katja Keul kritisiert zudem eine mögliche Rolle Katars als Unterstützer des IS: „Ob Muslimbrüder in Ägypten, Islamisten in Libyen, Mali, Syrien oder Irak – überall dort wird von Finanzierung aus katarischen Quellen berichtet.“
Die Islamwissenschaftlerin Ulrike Freitag weist darauf hin, dass zwar die saudi-arabische Regierung nun den IS als Gegner sieht, dass es aber weiterhin saudische Anhänger der Terrororganisation gibt, die ihre Politik finanziell unterstützen. Freitag betont die Bedeutung des konfessionellen Gegensatzes zwischen dem sunnitischen Saudi-Arabien und dem schiitischen Iran als Ursache des Krieges.
US-General John R. Allen ist der Auffassung, dass man beim Daesch nicht gegen eine Kraft, sondern gegen eine Idee kämpfe. Der IS habe es geschafft, sich das Image eines islamischen Staates zu geben, der unbesiegbar sei und den islamischen Glauben schütze. Ähnlich wird US-General Michael K. Nagata mit den Worten zitiert: “We do not understand the movement, and until we do, we are not going to defeat it.” Nach einem Kommentar des ehemaligen israelischen Generalmajors Giora Eiland auf dem Nachrichtenportal ynetnews wäre der IS jedoch militärisch wesentlich leichter zu besiegen als andere Terrororganisationen, weil er mit großen Truppenansammlungen operiere, die leicht auszumachen seien, und es liege vielmehr an der mangelnden Bereitschaft des Westens.
Der syrische Journalist Hassan Hassan erklärte, dass der IS sich bereits existierende Strukturen zu eigen macht und so seine Macht in den sunnitischen Regionen konsolidiert. So baute die Organisation einen Sicherheitsapparat bestehend aus konkurrierenden Geheimdiensten nach dem Vorbild des Regimes in Syrien und der früheren Diktatur Irak auf. Ähnlich wie diese Baath-Regimes weite der IS zudem seinen Einfluss aus, indem er verschiedene Gruppen und Stämme gegeneinander ausspiele. Dieses weitestgehend aufgrund lokaler Verbündeter aufgebaute System sorge allerdings auch dafür, dass der IS außerhalb der sunnitischen Gebiete im Irak und in Syrien keinen Einfluss habe.

## Situation im Irak
Im Dezember 2017 wurden dem IS die letzten Gebiete im Irak genommen. Er hat dort aber weiterhin viele Mitglieder und verübt dort auch 2023 noch regelmäßig Anschläge.
Im Jahr 2024 verkündete der irakische Ministerpräsident Mohammed Shia' al-Sudani, dass irakischen Streitkräfte im Jabal-Hamrin-Gebirge ein Hauptquartier des IS im Irak zerschlugen und dabei mehr als ein halbes Dutzend Führungskader des IS im Irak eliminierten.

## Situation in Syrien
Seit März 2011 hält der Bürgerkrieg in Syrien seit 2011 an. Präsident Baschar al-Assad befehligt die Regierungstruppen und wird von der Hisbollah unterstützt. Die Freie Syrische Armee versteht sich als die Miliz der syrischen Opposition. Ferner etablierte sich die al-Qaida nahestehende al-Nusra-Front als Gegner Assads; 2014 erlangte der IS eine dominierende Rolle unter der Führung von Omar al-Schischani. Darüber hinaus gibt es kleinere aufständische Organisationen. 2012 kam es zum syrisch-türkischen Konflikt; die Türkei versteht sich seitdem als Gegner Assads.

### Januar 2014
Seit dem 3. Januar 2014 finden massive Angriffe durch Rebellen, darunter die Freie Syrische Armee (FSA) und die Islamische Front, gegen ISIS in Nordsyrien statt. Nachdem ISIS Anfang Januar 2014 einige bedeutende syrische Aktivisten in ihren Gefängnissen ermordet hatte, brachen verstärkt offene Kämpfe zwischen ISIS und den Rebellen aus, denen sich immer mehr Rebellengruppen anschlossen. Mehrere Vermittlungsversuche zwischen ISIS und den Rebellen waren zuvor gescheitert.

### Februar 2014
Bereits Anfang Februar 2014 hatte ISIS unter den syrischen Rebellengruppen keinen Verbündeten mehr, insbesondere auch unter der al-Nusra-Front und der islamischen Armee. Die kurdischen Volksverteidigungseinheiten, YPG und YPJ (Frauenbataillone), verteidigten schon seit längerem die kurdischen Gebiete gegen Einfälle des ISIS.

### März 2014

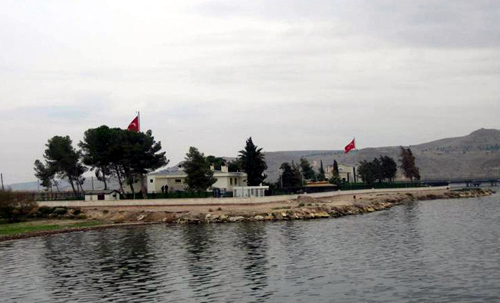
Grabstätte des Sulaiman Schah (Türkische Exklave)

Ende März 2014 startete ISIS einen erneuten Angriff auf die kurdische Region um Kobanê. Zur selben Zeit verlangte der ISIS von der Türkei, ihre Truppen aus der einzigen türkischen Exklave abzuziehen, der Grabstätte Sulaiman Schahs beim syrischen Dorf Qara Qusaq. Die Türkei drohte mit einer militärischen Antwort.

### Juni 2014
Im Juni 2014 wurde von Ermordungen und Kreuzigungen in Deir Hafir im Osten der Provinz Aleppo und al-Bab berichtet.

### Juli 2014
Im Juli 2014 kam es zu schweren Kämpfen um das Scha'ar-Erdgasfeld bei Homs. Nachdem der IS das Feld vorübergehend eingenommen und 270 syrische Soldaten getötet hatte, eroberten es Regierungstruppen Ende des Monats wieder zurück.
Außerdem griff der IS nach Angaben der Syrischen Beobachtungsstelle für Menschenrechte (SOHR) in ar-Raqqa rund 35 km östlich der Tabqa-Talsperre einen Militärstützpunkt der 17. Division der syrischen Armee an. Dabei starben mindestens 50 Regierungssoldaten und 28 IS-Kämpfer.

### August 2014
Mitte August 2014 berichteten Aktivisten, dass IS-Kämpfer 700 Angehörige des regionalen Stammes der Schuʿaitat, darunter 600 Zivilisten, im Gouvernement Deir ez-Zor gefangen genommen und getötet hätten. Deir ez-Zor ist eine von der Freien Syrische Armee besetzte Enklave in einem vom IS kontrollierten Gebiet.
Am 24. August 2014 nahm der IS den syrischen Militärflugplatz at-Tabqa in al-Tabka ein. Dabei kamen 500 Menschen zu Tode. Bei einem Kampf mit der Al-Qaida verbündeten Al-Nusra-Front eroberte der IS im August 2014 auch weitere Gebiete an der türkischen Grenze.
Am 28. August 2014 töteten IS-Kämpfer mehr als 160 Soldaten im Gouvernement ar-Raqqa.

### September 2014
Im September 2014 griffen IS-Anhänger die Stadt Kobanê an der Grenze zur Türkei an. Die Kampfhandlungen mündeten in den international beachteten Schlacht um Kobanê. Zeitweilig waren bis zu einer halben Million Menschen durch IS-Kämpfer eingekesselt. Die US-Luftwaffe bombardierte zusammen mit jordanischen und saudi-arabischen Kampfflugzeugen Ziele des IS in Syrien. Die Aktion wurde auch von den Vereinigten Arabischen Emiraten und Bahrain unterstützt. Der IS nahm Mitte September 2014 insgesamt 16 mehrheitlich kurdisch bewohnte Dörfer, in der Nähe der Stadt Kobanê, ein. Die Dörfer in der Nähe der türkischen Grenze wurden von lokalen Bürgerwehren verteidigt, die Zivilisten waren vor der Einnahme geflohen. Die kurdische Enklave um Kobanê wurde vom IS schon seit Monaten angegriffen, die Enklave war eingekesselt. Nach heftigen Protesten öffnete die Türkei die Grenze für die Flüchtenden. Mit Ausnahme von Kobanê kontrollierte die Terrororganisation IS die gesamte Grenze zur Türkei zwischen Raʾs al-ʿAin und Aleppo. Die Einnahme von Kobanê hätte zudem den Vormarsch auf Aleppo erleichtert. Der Erfolg der IS-Miliz bei dieser Offensive wurde mit den von der syrischen Armee erbeuteten schweren Waffen in Zusammenhang gebracht. Die Versorgung der Enklave von außen gestaltete sich schwierig, da die Türkei den syrischen Kurden feindlich gesinnt war. Nach Angaben der Syrischen Beobachtungsstelle für Menschenrechte drangen in der Nacht zum 20. September mindestens 300 türkische Kurdenkämpfer über die Grenze nach Syrien vor, um den Kampf der syrischen Kurden gegen den IS zu unterstützen. Salih Muslim Mohamed, ein Vertreter der syrischen Kurdenbewegung, forderte Hilfe von den USA und Europa. Bei Kobanê drohten „sogar noch schlimmere ethnische Säuberungen als jene in Sindschar.“ Am 23. September 2014 wurde bekannt, dass die USA gemeinsam mit den arabischen Verbündeten Luftschläge in Syrien ausgeführt hatten. Die Verbündeten Staaten waren laut Washington Post: Saudi-Arabien, Jordanien, die Vereinigten Arabischen Emirate und Bahrain. Die Angriffe fanden im Raum ar-Raqqa der nordsyrischen IS-Hochburg und entlang der syrisch-irakischen Grenze statt. Diese Ziele wurden mit Kampfjets, Bombern und Marschflugkörpern angegriffen. Die Washington Post berichtete, dass bei dem Angriff auch Drohnen zum Einsatz kamen.

### Oktober 2014
Mitte Oktober 2014 konnten die Dschihadisten große Teile der belagerten nordsyrischen Grenzstadt Kobanê einnehmen. Mehrere kurdische Kämpfer wurden vom IS enthauptet. Berichtet wurde auch vom Häuserkampf in Aleppo gegen syrische Regierungseinheiten sowie von der Sprengung eines Kontrollpostens in Hama.
Im weiteren Verlauf konnten die Milizen des IS aus Kobanê zurückgedrängt werden. Die USA unterstützten die Kurden dort mit insgesamt 135 Luftangriffen gegen die Einheiten des IS. Am 20. Oktober 2014 wurde bekannt, dass die USA erstmals mit Flugzeugen des Typs Lockheed C-130 mehrere Ladungen von Waffen, Munition und medizinischen Gütern für die kurdischen Kämpfer abgeworfen haben. Das Material sei von der Autonomen Region Kurdistan im Irak zur Verfügung gestellt worden. Zur gleichen Zeit erklärte Erdoğan nach einem Bericht der Nachrichtenagentur Anadolu, die syrisch-kurdische Partei PYD sei ebenso eine Terrororganisation wie die Kurdische Arbeiterpartei PKK; er lehne eine Waffenhilfe durch die Türkei grundsätzlich ab.
Als Reaktion auf den wachsenden Widerstand veröffentlichte der IS am 27. Oktober ein Propagandavideo mit der Geisel John Cantlie, in dem der britische Journalist die militärischen Erfolge der Kurden und Anti-IS-Koalition – mutmaßlich unter Zwang – herunterspielte.

### November 2014

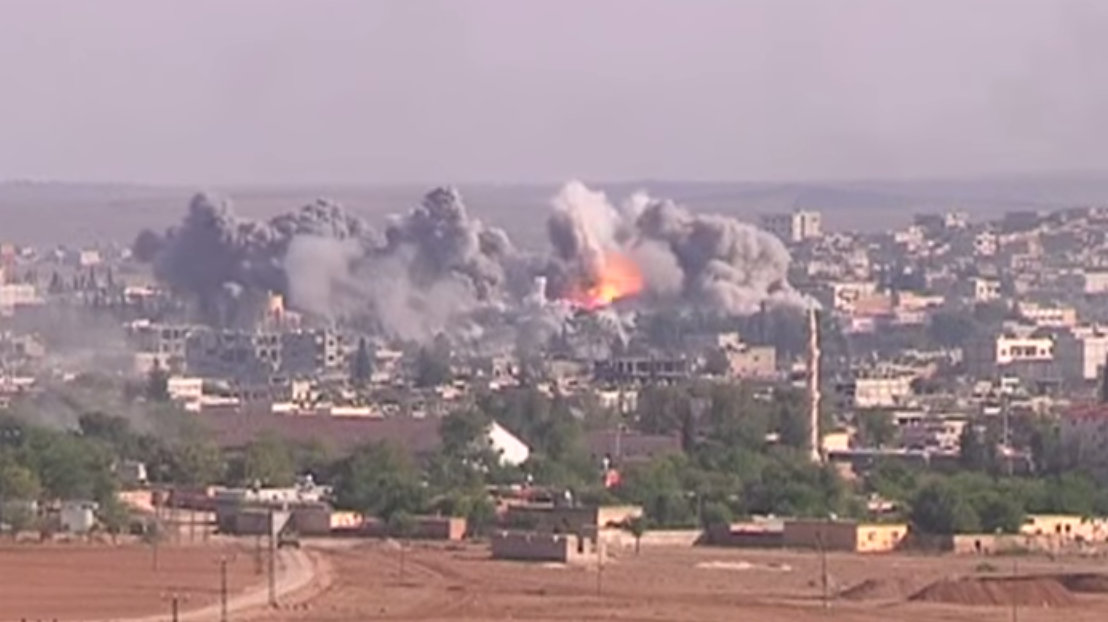
Luftschlag der Anti-IS-Koalition auf eine IS-Position in Kobane am 19. November 2014

Am 16. November wurde ein Video veröffentlicht, aus dem hervorging, dass der US-amerikanische Entwicklungshelfer Peter Kassig enthauptet wurde. Im selben Video wurde die Ermordung von mehreren syrischen Soldaten gezeigt.
Bei Homs fanden erneut Kämpfe um das Scha'ar-Erdgasfeld statt, das die syrische Armee nach einem zwischenzeitlichen Verlust gegen den IS verteidigen konnte. In Kobanê konnten die kurdischen Kämpfer größere Teile der Stadt zurückerobern.

### Dezember 2014
Deir ez-Zor: Obwohl der IS große Teile der seit Monaten umkämpften Region kontrolliert, konnte die syrische Armee eine Offensive auf den Militärflughafen der Stadt abwehren und ihn weiter als Basis für Luftangriffe gegen den IS nutzen.
ar-Raqqa: Ein jordanischer F16-Kampfjet stürzte über Syrien ab. Der Pilot Muʿādh al-Kasāsba überlebte und wurde vom IS gefangen genommen. IS-Kämpfer behaupteten, den Jet mit einer Abwehrrakete mit Wärmesensoren abgeschossen zu haben. Die US-Armee erklärte, dass die Maschine aus technischen Gründen abgestürzt sei. Die Intensität der Luftangriffe der USA und ihrer Alliierten wurde trotz des Absturzes nicht vermindert.
Kobanê: Es wurde berichtet, dass die kurdische YPG nun 60 % der Stadt kontrollieren soll. Der IS war zu diesem Zeitpunkt vor allem noch im Osten der Stadt präsent. Manche vom IS aufgegebene Straßen wurden von der YPG gemieden, weil man Minenfallen fürchtete.
al-Bab: Assad-Truppen bombardierten die vom IS gehaltenen Städte al-Bab und Qabaseen, u. a. mit Fassbomben. Es wurde von 45 toten und 175 verwundeten Zivilisten berichtet. Die Angriffe wurden hervorgehoben, weil Assad-Truppen damit Luftangriffe vermehrt in Gebieten flogen, in denen sie keine Kontrolle mehr haben.
Afrin (Stadt bzw. Bezirk mit kurdischer Bevölkerungsmehrheit nördlich von Aleppo): Die Türkei hält die Grenze zu Afrin gesperrt. Im Süden wird die kurdische Enklave von der Nusra-Front bedroht. Im Osten ist die Islamische Front ein Puffer gegen den IS. Die Islamische Front hat dem IS die Grenzstadt Aʿzāz (Azaz) abgenommen. Die Islamische Front lässt einen Grenzverkehr von Kurden und anderen über Aʿzāz in die Türkei zu. Nach Ansicht von Sulaiman Dschaafar, Leiter des Ressorts für Auswärtige Beziehungen in Afrin, hält die Türkei die Grenze geschlossen, um die Kurden zu schwächen, und unterstützt die Nusra-Front, um Assad zu bekämpfen.

### Januar 2015
Die japanischen Geiseln Haruna Yukawa und Kenji Gotō wurden vom IS hingerichtet. Der IS drohte für den Fall, dass die 2006 zum Tode verurteilte Terroristin Sadschida al-Rischawi nicht freigelassen werde, mit der Ermordung des jordanischen Piloten Muʿādh al-Kasāsba. Kobanê stand kurz vor der Befreiung, weite Teile der Stadt sind allerdings zerstört.

### Februar 2015
Kobanê gilt als befreit, auch umliegende Ortschaften wurden von den Kurden zurückerobert. Sie kündigten an, nun auf die vom IS gehaltene Grenzstadt Tall Abyad vorzurücken. Mitte des Monats konnten von den Kurden erstmals Ortschaften im Gouvernement ar-Raqqa eingenommen werden. Ende des Monats vermeldeten sie die Rückeroberung der Stadt Tall Hamis und des heute gleichnamigen Ortes bei der antiken Siedlungsstätte Tell Brak im Nordosten des Landes.
Über den Piloten Muʿādh al-Kasāsba wurde am 3. Februar bekannt, dass er vermutlich bereits Anfang Januar von IS-Milizen mit Benzin bei lebendigem Leibe verbrannt wurde. Die jordanische Regierung richtete als direkte Reaktion darauf die Terroristen Sadschida al-Rischawi und Ziyad Karboli hin und verstärkte zudem die Luftangriffe auf IS-Stellungen. Bei einem Bombardement von ar-Raqqa soll laut IS-Angaben die US-amerikanische Entwicklungshelferin Kayla Mueller, die seit August 2013 als Geisel festgehalten wurde, getötet worden sein. Ihr Tod wurde ohne Verifizierung der Umstände am 10. Februar von der US-Regierung bestätigt.
Mitte Februar 2015 formierte sich das Bündnis Burkān al-Furāt aus verschiedenen syrischen Gruppen gegen den IS. Strategisches Ziel sei unter anderem die Erlangung der Kontrolle über die Straßen von Aleppo über Manbidsch und Sarrin nach ar-Raqqa, um die Nachschubwege des IS zu verlängern.
In der Nacht vom 21. auf den 22. Februar startete die Türkei eine Militäraktion, um die vom IS umzingelte Exklave Qalʿat Dschaʿbar mit der Grabstätte des Sulaiman Schah dauerhaft zu räumen. 38 Wachsoldaten, die Gebeine Sulaiman Schahs und andere bewegliche Teile wurden evakuiert, der Rest des Mausoleums wurde gesprengt. Ein Soldat starb dabei durch einen Unfall, zu Kampfhandlungen kam es nicht.
Im Gouvernement al-Hasaka wurden Ende des Monats bei einem Angriff auf mehrere Dörfer bis zu 350 assyrische Christen vom IS verschleppt. Am 27. Februar wurde berichtet, dass 15 von ihnen hingerichtet worden seien.

### März 2015
Nachdem Anfang des Monats bereits 19 der entführten Christen gegen Lösegeld freigekommen waren, wurde bald darauf auch ein Großteil der anderen Geiseln in die Freiheit entlassen. Nach Angaben von Mario Zenari, dem vatikanischen Botschafter in Syrien, wurden keine weiteren Zahlungen geleistet.
Am 9. März wurde berichtet, dass bei einem Luftangriff der Anti-Terror-Koalition auf eine vom IS betriebene Ölraffinerie bei Tall Abyad 30 Menschen getötet wurden. Am 11. März griff der IS die Stadt Raʾs al-ʿAin an der türkischen Grenze an, es kam zu schweren Gefechten mit kurdischen Einheiten.

### Mai 2015
Etwa zeitgleich zur Offensive des IS auf die westirakische Provinzhauptstadt Ramadi begannen Mitte Mai Einheiten der IS-Miliz den Vormarsch auf das UNESCO-Weltkulturerbe von Palmyra. Diese konnten zwar zunächst von Regierungstruppen Syriens zurückgeschlagen werden, bis zum 20. Mai erlangte der IS trotzdem die vollständige Kontrolle über Palmyra, die syrische Armee war zum Rückzug gezwungen. Auch in Nordsyrien verbuchten die Islamisten durch eine Reihe von Offensiven teils erhebliche Geländegewinne. So konnte am 19. Mai der letzte große Militärstützpunkt der Assad-Regierung eingenommen werden, wodurch sich nun mehr als 50 % der syrischen Landesfläche unter Kontrolle der Terrormiliz befinden, darunter die meisten Ölfelder des Landes. Am 27. Mai musste sich der IS aus dem Ort Mabrukeh zurückziehen, der von kurdischen Soldaten besetzt wurde.

### Juni 2015
Bei Angriffen und Anschlägen des IS in Kobanê wurden über 150 Menschen getötet.
Beim Kampf um die Grenzstadt Tel Abjad verzeichneten die Kurden im Bündnis Burkān al-Furāt am 30. Juni 2015 Erfolge.

### Juli 2015
Türkische Streitkräfte der Luftwaffe greifen seit dem 26. Juli 2015 in Nordsyrien Stellungen der IS und im Nordirak Stellungen der PKK an.

### August 2015
Der in Palmyra tätige Archäologe Chaled al-Assaad wurde vom IS hingerichtet.
Der Militärflugplatz Abu al-Duhur, letzte Bastion der syrischen Regierung in der Provinz Idlib, wird vom IS belagert.
Russland begann mit einer Militärintervention, um von Syrien aus gegen die Dschihadistenmiliz IS und Rebellen vorzugehen. Der iranische Generalmajor Qasem Soleimani besuchte zuvor Moskau, als Ergebnis erreichten die Russen und die Iraner eine strategische Entscheidung: Syrien soll als Barriere wirken, um die Verbreitung des IS und islamistischer Milizen in die islamischen Republiken der ehemaligen Sowjetunion zu verhindern.

### September 2015
Großbritannien und Frankreich gaben Pläne zu einer Beteiligung am US-Militäreinsatz in Syrien bekannt. Hintergrund der Beteiligung an den Luftangriffen sind demnach ausbleibende Erfolge im Kampf gegen den IS, die zunehmende Präsenz Russlands in der Region sowie die hohe Zahl syrischer Flüchtlinge. Der britische Finanzminister George Osborne sagte, das Problem müsse an seiner Wurzel angegangen werden – dabei nannte er die Führung um Syriens Präsident Baschar al-Assad sowie den IS. Der britische Premierminister David Cameron will Anfang Oktober das Parlament bitten, Luftangriffe auf den IS zu billigen. Es wäre der zweite Anlauf: 2013 hatten die Abgeordneten einen Einsatz noch abgelehnt. Frankreichs Präsident François Hollande hat sich über einen möglichen Einsatz mit seinem Verteidigungsstab beraten. Frankreich ist bereits an dem US-geführten Einsatz im Irak beteiligt, eine Ausdehnung auf Syrien hatte das Land aber bisher abgelehnt.
Am 7. September 2015 bestätigte Premierminister David Cameron vor dem Unterhaus in London, dass die RAF bereits bei Drohnenoperationen in der Nähe von Rakka am 21. August IS-Kämpfer – ohne Parlamentsbeschluss – getötet habe, darunter zwei Briten, nämlich Reyaad Khan, einen 21-Jährigen aus Cardiff, und den etwa gleichaltrigen Ruhul Amin aus Aberdeen. Ein dritter Brite wurde durch eine US-amerikanische Reaper-Drohne am 24./25. August getötet: der 21-jährige Junaid Hussain aus Birmingham, der als Chefhacker des IS galt und den Nom de guerre Abu Hussain Al Britani trug. Sein Tod war schon vor Wochen durch das US-Militär verkündet worden.
Diese hätten Terrorangriffe in ihrer Heimat geplant, rechtfertigte Cameron das Vorgehen. In Syrien war es für Großbritannien der erste Angriff dieser Art.
Zugleich veranlasste Putin seit Anfang September 2015 mehr Hilfslieferungen an Syrien unter Verweis auf alte Verträge und entsandte Militär nach Syrien, insbesondere Flugzeuge und Material, um eigene Basen bei Damaskus und bei Dschabla auszubauen und Assad bei der Verteidigung gegen den IS zu unterstützen. Die USA zeigten sich darüber irritiert.

### November 2015
Mitte November konnte die syrische Armee den Belagerungsring um den Militärflugplatz Kuweyres durchbrechen.

### Dezember 2015
Ende Dezember 2015 gelang es syrisch-kurdischen Freischärlern, dem IS die Kontrolle über die Tischrin-Talsperre zu entreißen und einige Ortschaften westlich des Euphrat einzunehmen. Damit verlor der IS eine Nachschubroute über den Euphrat. In einer unbestätigten Audiobotschaft versuchte al-Bagdadi die Kampfmoral seiner Truppen zu stärken. Zudem sprach er Drohungen gegen Europa, die USA, Israel, Russland und Saudi-Arabien aus.
Am 27. Dezember 2015 wurde in Gaziantep im Südosten der Türkei der syrische Journalist und Filmemacher Nadschi al-Dscherf (* 1977) auf offener Straße mit Kopfschüssen hingerichtet. Er hatte eine Reihe von Dokumentarfilmen gemacht, die von Gräueltaten der IS im syrischen Aleppo berichteten, und kollaborierte eng mit der Gruppe Raqqa is being slaughtered silently (deutsch: Rakka wird leise abgeschlachtet, (RIBSS)), einer Gruppe von Aktivisten und Bürgerjournalisten, die heimlich Menschenrechtsverletzungen in der syrischen IS-Hochburg Rakka dokumentieren und dafür vom IS verfolgt werden. Bereits im Oktober waren zwei syrische Oppositionelle in der Türkei ermordet worden, die sich öffentlich gegen den IS gestellt hatten. Ibrahim Abdul Kader und Fares Hamadi waren enthauptet in einem Haus in der Grenzstadt Şanlıurfa aufgefunden worden. Der IS bekannte sich damals zu der Tat. Der Türkeiexperte Gareth Jenkins vom Institute for Security and Development Policy in Istanbul erklärte, dass die AKP-Regierung jegliche Berichterstattung unterdrückte, die sie in negativem Licht erscheinen lassen könnte, so auch, dass es für Sympathisanten des IS möglich ist, in der Türkei Menschen zu ermorden.

### August 2016
Anfang August wurde Manbidsch nach einer langen Belagerung durch die Demokratischen Kräfte Syriens (SDF) erobert. Der IS verlor dadurch in Nord-Syrien an Einfluss. Die einzige verbleibende Route von der Hauptstadt des IS, Raqqa, in die Türkei verläuft durch Manbidsch. Die Region wird von der US-geführten Anti-IS-Koalition für wichtig gehalten, weil davon ausgegangen wird, dass Kämpfer durch diese von der Türkei aus in den IS gelangen.

### Dezember 2016
Nachdem der IS im März 2016 von syrischen Regierungstruppen aus der historischen Wüstenstadt Palmyra vertrieben wurde, gelang ihm im Dezember 2016 der erneute Einmarsch. Zuvor startete der IS eine Offensive auf Palmyra, in der er die syrische Armee aus verschiedenen Richtungen angriff. Bei diesem Angriff sollen dutzende Soldaten gefallen sein. Zudem soll der IS einige Gasfelder eingenommen haben.

### Mai 2017
Am 19. Mai gab US-Verteidigungsminister James Mattis bekannt, dass US-Präsident Donald Trump eine (so wörtlich) „Vernichtungskampagne“ gegen Mitglieder des IS angeordnet hat. Auftrag dieser Kampagne sei es, die Rückkehr von IS-Kämpfern aus Syrien in ihre Heimatländer zu unterbinden, weil sie dort eine strategische Bedrohung darstellen würden. Dafür befahl der US-Präsident eine „taktische Änderung“ der bisherigen Vorgehensweise. IS-Kämpfer sollten nicht mehr aus ihren Rückzugsorten vertrieben, sondern eingekesselt und „vernichtend“ geschlagen werden.

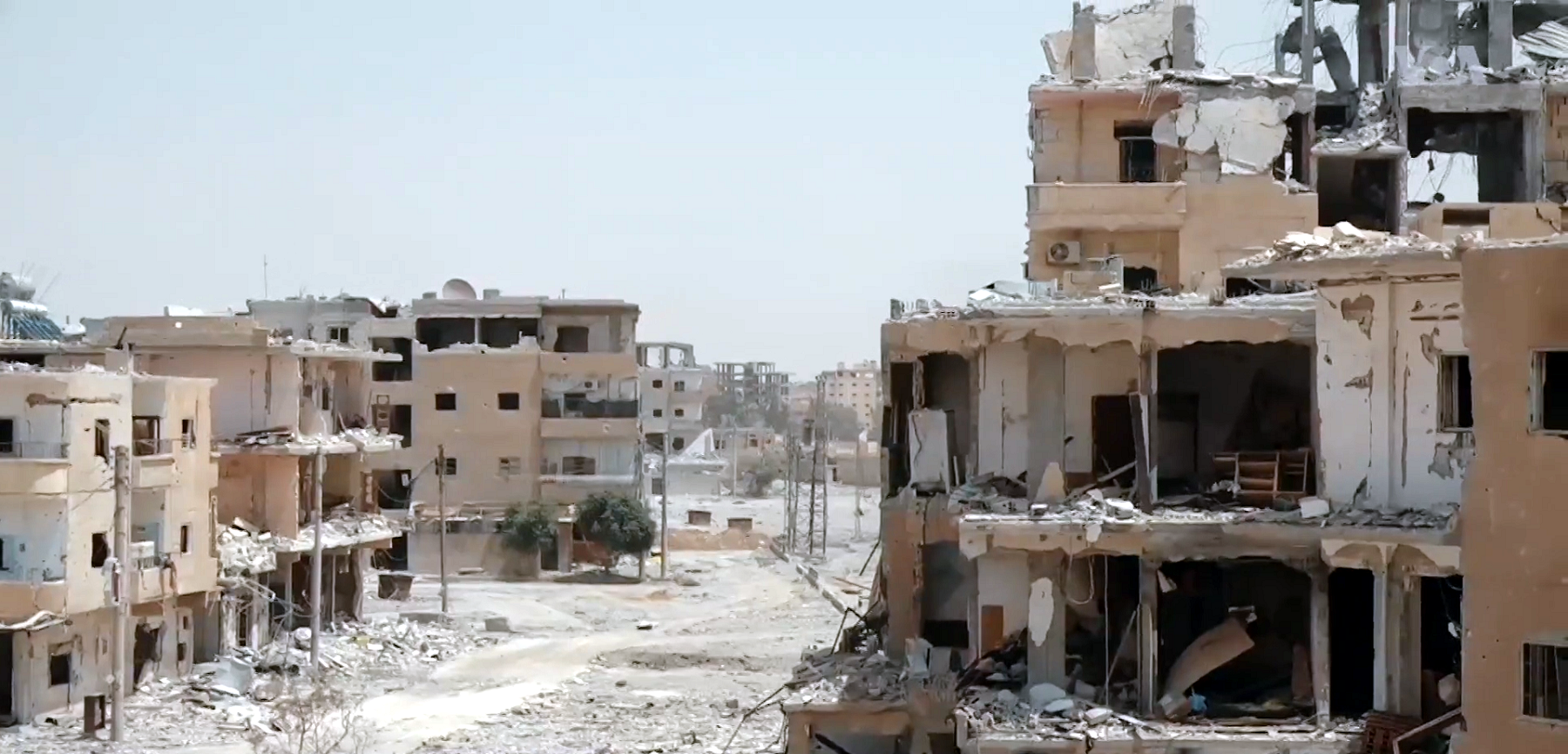
Ar-Raqqa im August 2017

### September 2017
Anfang September 2017 gelingt es der kurdischen Armee in der Schlacht um ar-Raqqa die Altstadt von ar-Raqqa zu befreien.

### Oktober 2017
Am 17. Oktober 2017 endete die Schlacht um ar-Raqqa mit dem Sieg der Anti-IS-Koalition.

### November 2017
Anfang November 2017 vermeldeten die syrischen Streitkräfte die Einnahme der Gouvernementshauptstadt Deir ez-Zor.
Am 9. November 2017 vermeldeten die syrischen Streitkräfte die Einnahme der Grenzstadt Abu Kamal am Euphrat. Damit wurde der IS aus der letzten größeren Stadt am Euphrat vertrieben. Die syrische Armee verkündete mit der Rückeroberung den Sieg über den IS. Allerdings schlug am 11. November 2017 der IS die syrische Armee wieder aus Abu Kamal zurück. Am 19. November 2017 meldete die syrische Armee die endgültige Einnahme von Abu Kamal. Damit hält der IS auch in Syrien keine größeren Siedlungen mehr.

### Dezember 2017
Am 7. Dezember 2017 erklärte das russische Verteidigungsministerium den IS in Syrien für besiegt.

### Februar 2018
Im Februar 2018 hielt der IS in Syrien noch einzelne Dörfer am Euphrat besetzt. Der kurdische Vormarsch gegen den IS kam zum Erliegen, weil die Kurden ihre Kämpfer aus dem SDF abzogen, um gegen einmarschierende türkische Truppen in Afrin zu kämpfen.

### März 2018
IS-Kämpfer traten Mitte März 2018 zum Angriff gegen die syrische Armee im Gouvernement Deir ez-Zor an und brachten dabei nach SOHR-Angaben die Förderanlage „Pumpstation 2“ im südöstlichen Teil der Provinz unter ihre Kontrolle. Mehrere regierungstreue Milizionäre wurden getötet. Regierungstruppen setzten am 20. März zum Gegenangriff an.
Kämpfer der Terrororganisation Islamischer Staat besetzten am 20. März 2018 innerhalb eines Tages den südlichen Stadtteil Qadam (Al-Kadam) von Damaskus, in dem sich das Flüchtlingslager Jarmuk befindet. 36 regierungstreue Milizionäre wurden dabei nach SOHR-Angaben getötet.

### Mai 2018
Am 21. Mai 2018 hatte die syrische Armee Damaskus wieder vollständig unter ihrer Kontrolle.

### Januar 2019
Nach der Abzugsankündigung der US-Truppen durch Präsident Trump führten IS-Kämpfer aus den wenigen verbliebenen Gebieten am Euphrat bei Deir ez-Zor wieder vermehrt Offensiven gegen die von den USA unterstützte SDF durch. Westliche Experten werteten die Ankündigung Trumps als Motivationsschub für den IS und schätzten, mit den Angriffen wolle man sich nun als die Kraft stilisieren, die die USA vertrieben habe. Gegen Ende Januar hatten SDF-Verbände mit US-Unterstützung das Restgebiet des IS auf 10 km² zusammengedrückt. Lediglich die Dörfer al-Maraschida (34°30′13″N 40°55′47″E) und al-Baghuz Fawqani (34°27′31″N 40°57′20″E) wurden nach Berichten vom 27. Januar noch vom IS gehalten. Experten gingen davon aus, dass sich die verbliebenen IS-Kämpfer in dem Gebiet aus Ausländern zusammensetzen, die sich, als Folge ihres Aussehens, bisher nicht unter lokale Flüchtlinge hatten mischen können, um sich abzusetzen.
Nach einem Bericht des UNO-Sicherheitsrates vom Februar 2019 kontrollierte der IS in Irak und Syrien zu diesem Zeitpunkt 14.000–18.000 Bewaffnete.

### März 2019
Die Schlacht von Baghuz entwickelte sich zu einer längeren Belagerung. Am 23. März 2019 befreiten die SDF Al-Baghuz Fawqani als letztes vom IS kontrolliertes Gebiet in Syrien. Insgesamt hatten sich bis zu 80.000 Anhänger und Kämpfer des IS im Zuge der Schlacht von Baghuz ergeben.

### April bis Dezember 2019
Nach der Schlacht von Baghuz flohen die verbliebenen Angehörigen von IS-Kämpfern vor allem nach al-Haul. So wuchs diese Flüchtlingsstadt in jener Zeit während der Schlacht von Baghuz von weniger als 10.000 auf etwa 72.000 Personen an. Die radikalsten Angehörigen von Kämpfern des islamischen Staates, eine 10.000 Personen umfassende Gruppe, wurde in al-Haul in einem abgesperrten Bereich interniert. Die verbliebenen IS-Kämpfer aus der Schlacht von Baghuz zogen sich, sofern sie nicht gefangen genommen oder getötet wurden, in die syrische Wüste und die syrisch-irakische Grenzregion zurück. Im Oktober 2019 wurde Abū Bakr al-Baghdādī getötet.

### 2020
In Syrien operierten IS-Kämpfer im Jahr 2020 vor allem in der Wüste westlich des Euphrat in den Provinzen Deir ez-Zor (wo sie die Soldaten der Streitkräfte Syriens bei der Kleinstadt as-Suchna angriffen) und Homs.

### 2022
Nach Zählung der Syrischen Beobachtungsstelle für Menschenrechte (SOHR) verübte der IS im Jahr 2022 in der Region westlich des Euphrat und in den Wüsten bei Deir ez-Zor, Al-Raqqah, Homs, Al-Suwaidaa, Hama und Aleppo insgesamt 103 bewaffnete Angriffe und Sprengstoffanschläge, in denen 264 Mitglieder der Streitkräfte des syrischen Regimes und ihrer Stellvertretermilizen sowie 17 Zivilisten getötet wurden. Laut SOHR wurden 166 Mitglieder des IS im Zuge des russischen Militäreinsatzes in Syrien getötet. Weitere 209 bewaffnete Angriffe und Sprengstoffanschläge habe der IS im Jahr 2022 laut SOHR in den Gebieten der Autonomen Administration von Nord- und Ostsyrien verübt. Dabei seien 151 Personen getötet worden, davon 54 Zivilisten und 95 Mitglieder der Syrian Democratic Forces und deren Verbündete.
Im Januar 2022 versuchte der IS mit mehr als 100 Kämpfern, das von den Syrian Democratic Forces (SDF) gehaltene, mit mindestens 5000 Insassen gefüllte Gefängnis in al-Hasaka zu erstürmen. Die Kämpfe weiteten sich, nachdem die SDF mit US-amerikanischer Luftunterstützung die Angreifer erst in die Flucht geschlagen hatten, auf die umliegenden Wohnviertel aus und dauerten mindestens vier Tage an. Insgesamt kamen im Zuge der Kämpfe mindestens 180 Menschen (davon 77 IS-Mitglieder und 39 kurdische Sicherheitskräfte) ums Leben. Etwa 200 Inhaftierte waren eine Woche danach noch nicht auffindbar. Von den 80.000 IS-Anhängern, die sich im Zuge der Schlacht von Baghuz im März 2019 ergeben hatten, waren im Januar 2022 noch bis zu 12.000 in Gefängnissen in Hasaka, Kobanê und Qamischli interniert.
Am Morgen des 21. Januars töteten Kämpfer des Islamischen Staates 11 Soldaten eines rund 60 Kilometer von Bagdad entfernt liegenden Militärstützpunktes.
Anfang Februar 2022 kam der Anführer des IS, Abū Ibrāhīm al-Hāshimī al-Qurashī, nach Angaben des US-Präsidenten Joe Biden im Rahmen einer US-amerikanischen Militäroperation in Atmeh ums Leben.

### 2023
Experten und Mitglieder der Autonomen Administration von Nord- und Ostsyrien berichteten im Jahr 2023, dass der IS seine Aktivitäten in ganz Syrien nach dem Erdbeben in der Türkei und Syrien massiv ausgebaut habe. Insbesondere im Flüchtlingslager bei al-Hol würde eine neue Generation des IS entstehen. Viele Frauen in dem Lager würden Kinder mit der Absicht zeugen, dadurch zu einem islamischen Staat beizutragen. Stand Februar 2023 hat der IS laut einem Bericht der Vereinten Nationen ca. 5000 bis 7000 Mitglieder und Unterstützer, die über Syrien und den Irak verteilt leben. Die Hälfte der Mitglieder sind dem Bericht zufolge Kämpfer. Im April 2023 hat das US-amerikanische Militär eigenen Angaben nach ein ranghohes Mitglied des IS, das für die Planung von Anschlägen in Europa zuständig war, getötet. Im Juli 2023 wurde erneut ein ranghohes IS-Mitglied im Osten Syriens (durch eine Drohne) getötet.

### 2024
Die Zahl der Terrorangriffe des IS in Syrien verdreifachten sich im Jahr 2024. Dies geschah bereits vor dem Sturz des Assad-Regimes im Dezember 2024. Die US-Streitkräfte flogen nach eigenen Angaben am 8. Dezember Luftangriffe gegen 75 Plätze, an denen sich Mitglieder oder Gruppen des Islamischen Staats in Syrien aufhielten. Die SDF verwaltet in al-Hasaka ein Hochsicherheitsgefängnis, in dem laut SDF Stand Ende 2024 etwa 12.000 IS-Kämpfer untergebracht sind.

## Situation in Afrika

### Ägypten
In einer in der ersten Novemberhälfte 2014 verbreiteten Videobotschaft erklärte ein Sprecher der ägyptischen Gruppe Ansar Bait al-Maqdis, der eine Reihe von Terroranschlägen zugeschrieben wird, sie habe sich dazu entschieden, sich dem IS anzuschließen und al-Baghdadi die Treue zu schwören. Die Gruppe besteht aus 2000 Kämpfern, kontrolliert große Gebiete im Norden des Sinai und hat in den Jahren bis 2014 etwa 100 ägyptische Sicherheitsleute getötet, zudem beschoss sie den Badeort Eilat wiederholt mit Raketen.
Nach einer Anschlagsserie am 29. Januar 2015 mit mehr als 30 Toten ging das ägyptische Militär mit Kampfhubschraubern gegen die IS-Milizen auf der Sinai-Halbinsel vor. Zwei Tage später veröffentlichte die Gruppe ein Video, das die Enthauptung von acht Männern zeigte, die angeblich mit der ägyptischen Armee kollaboriert hatten.
Ende Juni 2015 war Ägypten von einer Anschlagserie auf Kontrollposten betroffen. Insgesamt starben mehr als 117 Menschen.

### Algerien
Der französische Bergführer Hervé Gourdel wurde in Algerien am 21. September 2014 entführt und am 24. September 2014 enthauptet. Einer der Täter war mutmaßlich Bachir Kherza, Anführer der Dschihadistengruppe Dschund al-Chilafa (Soldaten des Kalifats), der Frankreich aufforderte, seine Luftangriffe gegen die Dschihadistenmiliz Islamischer Staat im Irak binnen 24 Stunden einzustellen. Die Gruppe hat dem IS die Treue geschworen.

### Burkina Faso, Mali, Mauretanien, Niger und Tschad
In Burkina Faso, Mali, Mauretanien, Niger und Tschad etablierte sich der Islamische Staat mit der Eigenbezeichnung Islamischer Staat in der Größeren Sahara (ISGS). Frankreich bekämpft den ISGS im Rahmen der Opération Barkhane. Im September 2021 gab der französische Präsident Emmanuel Macron die Tötung des ISGS-Anführers Adnan Abu Walid al-Sahrawi bekannt.

### Libyen
In Libyen gelang es dem örtlichen Ableger des Islamischen Staats im Zuge des Bürgerkrieges seit 2014 die größten Erfolge außerhalb des Irak und Syriens zu erzielen.
Am 3. Oktober 2014 erklärte die „Schura der Islamischen Jugend“ die Stadt Darna, die sie seit April 2014 kontrolliert, zum Bestandteil des Islamischen Staats. Die Gruppe rivalisiert mit anderen Milizen, die der libyschen Ansar al-Scharia nahestehen. Sie verhinderte im Juni 2014 die Öffnung von Wahllokalen für die Wahl des neuen libyschen Parlaments und erschoss mehrere antiislamistische Demonstranten. Am 18. August 2014 führte sie mehrere öffentliche Ermordungen in einem Fußballstadion durch.
Berichten einer libyschen Internetzeitung zufolge plant der Islamische Staat in Sirte die Einrichtung eines Propagandasenders mit dem Namen Tawhid (Einheit). IS unterhält nach Aussagen des US-Generals Rodriguez von Anfang Dezember Ausbildungslager im Osten Libyens mit mehreren hundert Teilnehmern. Gemeinsamer Gegner der Milizen ist General Chalifa Haftar, welcher von Tobruk aus die antiislamistische „Operation Würde“ kommandiert.
Der frühere Menschenrechtsaktivist Ahmed Shebani, der sich als „säkularer Demokrat“ bezeichnet, forderte in einem Interview mit der NZZ zur Unterstützung der von Katar geförderten Gegner Haftars auf, zu denen auch die dschihadistischen Milzen aus Darna gehören. Er bezeichnete die Dschihadisten als „Teil unserer Gesellschaft“, mit dem man „zivil umgehen“ müsse.
Am 15. Februar 2015 veröffentlichten Anhänger des IS in Libyen unter dem Titel „Eine in Blut geschriebene Nachricht an die Nation des Kreuzes“ ein Video im Internet, das die Tötung von 21 entführten christlichen Kopten aus Ägypten zeigt. Die Gastarbeiter aus dem Nachbarland waren seit Jahresanfang vermisst. Experten halten das Video für echt. Als Vergeltung bombardierten die libysche und ägyptische Luftwaffe gemeinsam die Stellungen des IS in Libyen. Ägyptische Kampfflugzeuge vom Typ F-16C zerstörten dabei nach eigenen Angaben Waffenlager und Trainingscamps nahe Darna.
Nachdem IS-Milizen zuvor bereits die Stadt an-Nufalija unter ihre Kontrolle bringen konnten, wurde am 19. Februar 2015 die Einnahme von Sirte vermeldet. Anfang März 2015 wurden beim IS-Angriff auf das Ölfeld Al-Ghani elf libysche Wachleute getötet und neun Ausländer verschleppt, darunter ein Österreicher und ein Tscheche.
Ein Aufstand von Bewohnern des „Stadtteils Nummer drei“ von Sirte wurde vom IS im August 2015 mit Mörsern, Panzern und Kampfeinheiten niedergeschlagen; das Krankenhaus des Stadtteils wurde niedergebrannt.
Im September 2016 gelang es den libyschen Truppen aus dem westlichen Teil des Landes unter Fayiz as-Sarradsch mit Hilfe der United States Air Force, Sirte weitgehend zurückzuerobern. Gleichzeitig gingen die Truppen des Machthabers des Ostens Haftars ebenso gegen die IS-Milizen vor, welche so Seitdem verfügt der Islamische Staat kaum noch über Territorien in Libyen.
Am 19. Januar 2017 gab US-Verteidigungsminister Ashton Carter einen Luftangriff mit zwei B-2-Langstreckenbombern südlich von Sirte bekannt, bei dem in einem Camp des Islamischen Staates mindestens 80 IS-Kämpfer getötet wurden. Die US-Streitkräfte flogen von August bis Dezember 2016 bislang rund 500 Luftangriffe gegen den IS in Libyen.

### Mosambik
In Mosambik ist die Al-Shabaab als Teil des IS-Ablegers Islamischer Staat – Provinz Zentralafrika (Abk.: IS-CAP) aktiv. Stand 2024 besteht das Personal des IS-CAP in Mosambik mindestens zur Hälfte aus Kindern und Jugendlichen.

### Nigeria
Die nigerianische sunnitisch-islamistische Terrororganisation Boko Haram sagte dem IS 2014 Unterstützung zu. Umkämpft ist seit einigen Jahren der Osten Nigerias; hier rief Boko Haram einen islamischen Staat aus. Mit Gwoza ging den Regierungstruppen eine Großstadt an die Islamisten verloren. Anfang Januar 2015 verübte die Gruppe bei der Einnahme von Baga eines von zahlreichen Massakern an der Zivilbevölkerung, in dessen Verlauf die Stadt größtenteils niedergebrannt und vernichtet wurde. Ende Februar konnte die nigerianische Armee Baga zurückerobern.
Im März 2015 schloss sich Boko Haram offiziell dem IS an. Nigerianische Truppen konnten derweil in den Bundesstaaten Yobe und Adamawa die Terrororganisation zurückdrängen. Am 8. März wurde eine Bodenoffensive gestartet, die Soldaten aus den Nachbarländern Niger und Tschad unterstützen. Auch Kamerun und Benin sagten zu, sich mit eigenen Heereseinheiten am Kampf zu beteiligen. Einen Tag nach ihrer Grenzüberschreitung konnten nigrische und tschadische Verbände die Stadt Damasak im Bundesstaat Borno zurückgewinnen. Am 11. März wurde die Rückeroberung von 36 Ortschaften durch die Koalition gemeldet.

### Somalia
Der IS ist Teilnehmer am Somalischen Bürgerkrieg und kontrollierte im August 2022 ein kleines Gebiet im Nordosten von Somalia. Im Januar 2023 wurde der für Somalia verantwortliche lokale Anführer der IS durch US-Streitkräfte getötet.

### Tunesien
Im Verwaltungsbezirk Kasserine an der Grenze zu Algerien befindet sich die Hochburg der tunesischen Dschihadistengruppe Phalange Okba Ibn Nafaa, die dem IS Unterstützung anbietet. Im Februar 2015 wurden bei einem Anschlag in Boulaaba vier Polizisten getötet.
Am 19. März 2015 bekannte sich der IS zu dem Terroranschlag auf das Nationalmuseum von Bardo, bei dem am Vortag 25 Menschen, hauptsächlich ausländische Touristen, starben. Die tunesischen Behörden gehen aber davon aus, dass Okba Ibn Nafaa den Anschlag selbst begangen hat.

## Situation in der Türkei

### Verhältnis zu den Kurden in der Türkei und in Syrien
In der Türkei strebte bis 2014 Recep Tayyip Erdoğan, Ministerpräsident und heute Staatspräsident, einen Ausgleich mit den Kurden in der Türkei an und schlug als historische Übereinkunft die kulturelle Autonomie und mehr politische Rechte der Kurden bei gleichzeitiger Entwaffnung der in der Türkei und anderen NATO-Staaten als terroristische Vereinigung eingestuften Arbeiterpartei Kurdistans (PKK) und ähnlicher Gruppen vor.
Die Volksverteidigungseinheiten (YPG) und die PKK hatten die Jesiden aus den Sindschar-Bergen vor dem IS gerettet, Kobane verteidigt und zuletzt den IS aus Tall Abyad vertrieben. Ihre Gebietsgewinne in Syrien und Nordirak beunruhigten jedoch die türkische Regierung.

### Indirekte Unterstützung dschihadistischer Gruppen bis 2015
Während der Syrienkrise ließ der NATO-Mitgliedsstaat Türkei lange Zeit dschihadistische Gruppen gewähren. Mitte September 2014 galt die Türkei als wichtigstes Transitland für Angehörige des IS. Der türkische Regierungschef Ahmet Davutoğlu bezeichnete den IS zwar als „reaktionär“, vermied aber wie der vorherige Ministerpräsident, Recep Tayyip Erdoğan, die direkte Verurteilung seiner Taten als Terrorismus.
In türkischen Krankenhäusern wie dem städtischen Krankenhaus in der türkisch-syrischen Grenzstadt Kilis sollen radikalislamische Syrienkämpfer, darunter auch ein IS-Kommandeur und der deutsche Salafist Denis Cuspert, bis zur Rückkehr ins Kriegsgebiet medizinisch behandelt worden sein, ohne festgenommen worden zu sein. Claudia Roth (Bündnis 90/Die Grünen) warf der Türkei im Oktober 2014 vor, dass IS-Kämpfer in türkischen Krankenhäusern behandelt und Waffen durch die Türkei geliefert würden. Sie forderte von der NATO, Druck auf die Türkei auszuüben. Hinweise auf Waffen- und Munitionslieferungen über die Türkei in das vom IS beherrschte Gebiet konnte die türkische Regierung Medienangaben zufolge nicht entkräften.
Nach Angaben von James Clapper, Nationaler Geheimdienstdirektor (DNI) der Vereinigten Staaten, nahmen 60 % der IS-Kämpfer die Route ins Krisengebiet über die Türkei, welche eine knapp 1.000 km lange Grenze zu Syrien und dem Irak hat.

### Aufnahme von Flüchtlingen
Die Türkei hatte bereits bis 2014 eine große Zahl Flüchtlinge aufgenommen. So sind seit dem Bürgerkrieg 2011 in Syrien ca. 1,8 Millionen Menschen in die Türkei geflohen. Zwischen dem 20. und 22. September sollen bis zu 130.000 Menschen vor einer Offensive des IS auf die syrische Stadt Kobanê in die Türkei geflüchtet sein.
Laut einem Bericht von Michael Martens in der Frankfurter Allgemeinen Sonntagszeitung (FASZ), der sich auf die Bürgermeisterin der Stadt Suruç, Zühal Ekmez von der DBP, berief, soll die türkische Regierung die Flüchtlingszahlen aus Kobanê stark übertrieben haben: statt der vom UNHCR kolportierten 144.000 syrischen Flüchtlinge aus Kobanê seien demnach lediglich 15.000 bis 20.000 Menschen geflohen. Ekmez unterstellte der Türkei, durch Übertreibung der Flüchtlingszahlen die de facto autonomen Kurdengebiete in Syrien zu menschenleeren Pufferzonen erklären lassen zu wollen. Frank Nordhausen, Korrespondent für Frankfurter Rundschau und Berliner Zeitung, beschuldigte den FAZ-Korrespondenten Martens daraufhin auf Twitter, eine Falschmeldung und PKK-Propaganda zu verbreiten.
Der türkische Ministerpräsident Ahmet Davutoğlu nannte am 26. September 2014 eine Zahl von 160.000. Die Türkei gab eine Verschärfung der Grenzkontrollen und ein Unterbinden der Handelswege für Diesel und Öl aus IS-Gebieten bekannt. Bis zum 27. September 2014 sollen 830 Europäer festgenommen worden sein, die als IS-Kämpfer die Türkei als Transitland nutzen wollten.
Im Juli 2015 kündigte Erdoğan an, in Syrien durch Eroberung von IS-Gebiet eine Sicherheitszone zu schaffen, um dort syrische Flüchtlinge unterbringen zu können.

### Geiselnahme und Befreiung des Suleiman-Schah-Grabs
Am 20. September 2014 wurden die im Juni 2014 von der IS im nordirakischen Mossul genommenen Geiseln freigelassen. Die Regierung in Ankara diskutierte daraufhin am 30. September 2014 im Parlament ein militärisches Eingreifen im Irak und in Syrien; die Türkei blieb bei der Schlacht um Kobanê passiv.
Im September 2014 wurde die Grabstätte von Suleiman Schah im syrischen Qalʿat Dschaʿbar, einer Exklave der Türkei, von IS-Einheiten umschlossen. In der Nacht zum 22. Februar 2015 wurde das Grab von der Türkei in der Operation Şah Fırat evakuiert. Kämpfer des IS besetzten die Anlage, wurden aber Anfang Januar 2017 von SDF-Einheiten vertrieben.

### Bekämpfung des IS ab 2015
Beim Anschlag in Suruç starben am 20. Juli 2015 in der türkischen Stadt Suruç, etwa 10 km entfernt von der syrischen Grenze, bei einem Selbstmordattentat 32 Menschen und mehr als 100 wurden verletzt. Das türkische Innenministerium machte den Islamischen Staat für den Anschlag verantwortlich. Ein 20-jähriger IS-Kämpfer wurde als Attentäter identifiziert.
Erdoğan gestattete nach Meldungen vom 22. Juli 2015 den US-Amerikanern die Nutzung der Luftwaffenbasis Incirlik auch für bemannte Flüge. Am 23. Juli 2015 wurde ein türkischer Soldat von der syrischen Seite aus erschossen; das türkische Militär reagierte und tötete dabei einen IS-Kämpfer. Am 24. Juli 2015 flogen daraufhin drei türkische Kampfflugzeuge von der Basis Diyarbakir aus Angriffe auf die Stellungen der IS-Miliz im syrischen Dorf Havar.
Noch in der zweiten Hälfte des Jahres 2015 konnten IS-Kämpfer in türkischen Städten entlang der Grenze zu Syrien angetroffen werden. Zudem reisten IS-Kämpfer unbehelligt über die Türkei in ihr Kampfgebiet in Syrien und im Irak. In Istanbul und an anderen Orten konnte man IS-Anhänger treffen, in Geschäften wurden IS-Banner, Aufkleber und sonstige Devotionalien verkauft.
Bei einem Selbstmordanschlag am 12. Januar 2016 in Istanbuls historischem Zentrum starben elf Menschen, 15 weitere wurden verletzt – hauptsächlich deutsche Touristen. Der Attentäter, nach türkischen Angaben ein Mitglied des IS, hatte sich an einem symbolischen Ort, zwischen der Hagia Sophia und der Blauen Moschee, in der Nähe einer deutschen Reisegruppe in die Luft gesprengt. Nach dem Anschlag verhängte die türkische Regierung eine Nachrichtensperre. Bundeskanzlerin Angela Merkel verurteilte den Anschlag als „mörderischen Akt“, UN-Generalsekretär Ban Ki-moon erklärte, es handele sich um ein „verachtenswertes Verbrechen“. Die USA betonten, sie stünden weiter fest an der Seite der Türkei. Der Bundesinnenminister Thomas de Maizière besuchte den Tatort in Istanbul und traf sich zudem mit dem Innenminister der Türkei Efkan Ala. Vor dem Selbstmordattentat hatte der türkische Inlandsnachrichtendienst MIT vor Terrorangriffen unter anderem auf Touristen gewarnt. Die türkische Tageszeitung Hürriyet berichtete, die Warnungen seien am 17. Dezember 2015 und 4. Januar 2016 an Sicherheitsbehörden im ganzen Land ergangen. Darin heiße es, der IS plane Selbstmordanschläge „auf in der Türkei lebende Nichtmuslime, Ausländer, Tourismusregionen, von ausländischen Besuchern stark frequentierte Orte oder auf Botschaften und Konsulate der entsprechenden Länder und auf NATO-Einrichtungen im Land“.
Am 24. August 2016 begann die Türkei mit der Militäroffensive Schutzschild Euphrat, die sich unter anderem gegen den IS richtete. Der IS wurde hierbei vom türkischen Militär und verbündeten Rebellen besiegt und aus der Region Nordsyrien verdrängt. Die Operation endete offiziell am 29. März 2017.
Anti-Terror-Einheiten der Polizei nahmen bei landesweiten Razzien am 5. Februar 2017 über 420 Terrorverdächtige des Islamischen Staates fest, darunter 150 Personen in der Grenzprovinz Şanlıurfa, 60 in der Hauptstadt Ankara, 47 in Gaziantep, 18 in Istanbul und in der Provinz Kocaeli sowie in Adana, Bingöl, Bursa, Konya und Izmir.

## Situation in Deutschland, Österreich und der Schweiz

### Deutschland
Etwa 1050 Islamisten aus Deutschland waren nach Schätzungen des Bundesministeriums des Innern, für Bau und Heimat vom Herbst 2019 in den Jahren zuvor im Ausland in den „heiligen Krieg“ gezogen. Etwa ein Drittel sei inzwischen zurückgekehrt, etwa 100 weitere würden ihre Rückkehr nach Deutschland anstreben und zu 220 Personen aus der Gruppe habe man Hinweise, dass sie inzwischen getötet wurden. Der Verfassungsschutz zählt mindestens 1060 aus Deutschland ausgereiste Personen, die sich dem IS angeschlossen haben. Die meisten von ihnen waren jünger als 30, mehr als die Hälfte besaß die deutsche Staatsbürgerschaft, etwa ein Viertel waren Frauen. Mehr als 500 sollen in Terrormilizen gekämpft oder sie unterstützt haben.

#### Aktivitäten von IS-Anhängern
Anfang August 2014 attackierten deutschstämmige und nichtdeutschstämmige IS-Anhänger in Herford Jesiden mit Messern und bedrohten sie. In Hamburg gab es im September 2014 in einer Flüchtlingsunterkunft im Hamburger Stadtteil Stellingen Bedrohungen und Übergriffe durch Sympathisanten des IS. Abu Abdullah, der eine tragende Rolle in der Ausführung von Selbstmordattentaten des Islamischen Staats in Bagdad hatte, berichtet, dass ein Deutscher mit seiner Hilfe ein Attentat ausgeübt hätte. Am 7. Januar 2016, dem ersten Jahrestag des Anschlags auf die Zeitschrift Charlie Hebdo, erschoss die französische Polizei in Paris einen Mann, der eine Polizeistation stürmen wollte. Zuvor hatte er in einer Asylunterkunft in Recklinghausen gelebt. Dort entdeckten die Behörden später Devotionalien des Islamischen Staates.
Am 2. Juni 2016 wurden im Auftrag von Generalbundesanwalt Peter Frank in Nordrhein-Westfalen, Baden-Württemberg und Brandenburg die aus Syrien eingereisten Männer Hamza C., Mahood B. und Abd Arahman A. K. festgenommen. Ihnen wird vorgeworfen, mit dem zuvor in Frankreich festgenommenen Saleh A. einen Terroranschlag in Düsseldorf geplant zu haben, bei dem sich zwei Selbstmordattentäter in der Altstadt nahe der Heinrich-Heine-Allee in die Luft sprengen und nach den Explosionen mit Gewehren und Sprengsätzen weitere Menschen getötet werden sollten. Abd Arahman A. K. soll dabei für den Bau der Sprengstoffwesten zuständig gewesen sein. Bereits in Syrien soll, laut Informationen der Bundesanwaltschaft, Abd Arahman A. K. für die Al-Nusra-Front Sprenggürtel und Granaten gebaut haben.
Am 18. Juli 2016 attackierte ein IS-Sympathisant in einem Zug bei Würzburg vier Personen mit einer Axt und wurde bei einem Polizeieinsatz erschossen. Der Islamische Staat beanspruchte die Tat über sein Sprachrohr Amaq und veröffentlichte ein Bekennervideo des Täters.
Am 24. Juli 2016 sprengte sich ein weiterer IS-Sympathisant vor dem Haupteingang eines Musikfestivals in Ansbach in die Luft. Dabei wurden 15 Personen verletzt.
Am Morgen des 13. September 2016 wurden im Auftrag der Bundesanwaltschaft drei syrische Asylbewerber festgenommen, die in kommunalen Flüchtlingsunterkünften in Ahrensburg, Großhansdorf und Reinfeld wohnten. Ihnen wird vorgeworfen, im Auftrag des IS im November 2015 nach Deutschland gekommen zu sein, „um entweder einen bereits erhaltenen Auftrag auszuführen oder sich für weitere Instruktionen bereitzuhalten.“ Ihre fingierten Papiere sollen aus derselben Fälscherwerkstatt stammen wie die der Attentäter der Terroranschläge am 13. November 2015 in Paris. Zudem gebe es Hinweise darauf, dass sie mit denselben Schleusern nach Europa gekommen sind.
Am 19. Dezember 2016 ereignete sich der Anschlag auf den Berliner Weihnachtsmarkt an der Gedächtniskirche, bei dem der IS-Sympathisant Anis Amri einen Sattelzug in eine Menschenmenge steuerte und 12 Menschen tötete. 45 Menschen wurden verletzt, 30 davon schwer.
Am 23. August 2024 stach ein Angreifer auf der 650-Jahr-Feier in Solingen auf 11 Menschen ein, 3 Opfer starben.

#### Einschätzung des Verfassungsschutzes
Im Verfassungsschutzbericht 2012 des deutschen Bundesamtes für Verfassungsschutz wurde AQI als die „aktivste terroristische Gruppierung im Zentral- und Südirak“ beschrieben. Strukturen von AQI in Deutschland seien derzeit nicht bekannt. Ende November 2013 veröffentlichte ISIS ein Video, in dem erstmals ein deutsches ISIS-Mitglied für den Dschihad in Syrien warb. Das Bundesamt für Verfassungsschutz identifizierte den Mann als einen 26-jährigen Konvertiten aus Dinslaken; er soll mit vier Salafisten aus dem Raum Dinslaken über die Türkei nach Syrien gereist sein und sich dort ISIS angeschlossen haben. Inzwischen sind mehrere Männer aus Deutschland für den IS im Einsatz, wie auch der ehemalige Rapper Denis Cuspert.
Im Februar 2014 gaben deutsche Behörden an, mindestens 20 Dschihadisten aus Deutschland seien in Syrien getötet worden. Bei der Vorstellung des Verfassungsschutzberichtes des Bundes für das Jahr 2013 warnte Verfassungsschutzpräsident Hans-Georg Maaßen vor einem „besonderen Sicherheitsrisiko“ durch nach Deutschland zurückkehrende Syrien-Kämpfer. Im November 2014 waren laut Verfassungsschutz bereits 550 junge Männer von Deutschland aus in den Irak oder nach Syrien gegangen, um für den IS zu kämpfen – 60 davon seien dabei bereits getötet worden. Angeregt von den neuesten Verfassungsschutzberichten wurde eine erste umfangreiche kriminalistische (kriminalätiologische und kriminalpräventive) Studie zum Phänomen des deutschen IS-Dschihadismus verfasst.

#### Verbot und Strafbarkeit
In Deutschland ist die Organisation seit dem 12. September 2014 nach § 3 Abs. 1 in Verbindung mit § 15 Abs. 1 und § 18 Satz 2 Vereinsgesetz (VereinsG) verboten. Das Sammeln von Spenden, die Rekrutierung von Kämpfern und jegliche andere Unterstützung der Organisation wie auch Verwendung von Kennzeichen des IS in der Öffentlichkeit oder in Versammlungen ist somit strafbar gemäß Vereinsgesetz (siehe § 9 VereinsG) bzw. als Verwenden von Kennzeichen verfassungswidriger Organisationen (siehe § 86a StGB).
Eine Strafbarkeit der Verwendung der IS-Flagge wurde kritisiert, da ihr Inhalt („Es gibt keinen Gott außer Gott.“; „Mohammed ist der Prophet Gottes.“) als Glaubensbekenntnis vom Schutzbereich der Religionsfreiheit umfasst sei. Das Bundesministerium des Innern teilte diesbezüglich mit, das Kennzeichenverbot richte sich nicht gegen islamische Symbolik allgemein, sondern gegen deren spezifische Verwendung durch den IS für seine verfassungswidrigen Zwecke. Die Bundesregierung begründete das Verbot (gemäß § 9 VereinsG) wie folgt:

„Die Terrororganisation ‚Islamischer Staat‘ bedroht Andersgläubige mit dem Tod. Freiwillige aus Deutschland und aus anderen europäischen Staaten haben sich den IS-Milizen angeschlossen. IS versucht in Deutschland vor allem über soziale Netzwerke Anhänger anzuwerben. Das Verbot gegen den ‚Islamischen Staat‘ stützt sich auf § 3 Abs. 1 in Verbindung mit § 15 Abs. 1 und § 18 Satz 2 des Vereinsgesetzes, da sich die Organisation gegen die verfassungsmäßige Ordnung sowie den Gedanken der Völkerverständigung richtet. Mit der ergangenen Verfügung hat der Bundesinnenminister verboten, Kennzeichen des IS öffentlich, in einer Versammlung oder in Schriften, Ton- oder Bildträgern, Abbildungen oder Darstellung zu verwenden.“

Der Innenminister begründete das Verbot wie folgt:

„Das heutige Verbot erschwert den Missbrauch von Religion und religiöser Symbole durch Extremisten und Terroristen, die der Terrororganisation ‚Islamischer Staat‘ nahestehen. Das ist im Interesse der hier lebenden Muslime. Das stärkt den Zusammenhalt unserer Gesellschaft. Das stärkt Freiheit und Recht.“

Im März 2016 verbot die Stadt Düsseldorf die Verwendung des Kürzels IS in Autokennzeichen.

#### Strafverfolgung und Resozialisierung
Nach dem Bundesgerichtshof ist die Förderung des IS als Mitglied gemäß § 129a, § 129b StGB auch in deren ausländischen Herrschaftsgebiet nach dem Recht Deutschlands strafbar.
Mit Stand Mitte September 2014 laufen etwa 140 Ermittlungsverfahren gegen aus Deutschland stammende Kämpfer und Aktivisten des IS. 33 Verfahren mit 60 Beschuldigten werden von der Bundesanwaltschaft bearbeitet. Jedoch warnte die Bundesanwaltschaft bereits, dass sie bald überfordert werden könnte, weil tendenziell mehr Verfahren dazu kommen könnten. Justizminister Heiko Maas sprach sich für eine Wiedereingliederungshilfe für IS-Kämpfer aus, welche dem Terror abschwören wollen, um sie so wieder in die Gesellschaft zurückzuführen.
Gegen die deutsche IS-Sympathisantin Jennifer W. wurde im April 2019 vor dem Oberlandesgericht München der Prozess eröffnet, weil ihr, neben anderen Anschuldigungen, gemeinsam mit ihrem Mann Taha H. der Mord an einem 5-jährigen jesidischen Mädchen 2015 im Irak vorgeworfen wird. W. war 2016 in der Türkei festgenommen worden, ihr irakischer Mann wurde im Mai 2019 in Griechenland aufgegriffen und soll nach Deutschland ausgeliefert werden, wo er ebenfalls vor Gericht gestellt werden soll. Ende Oktober 2021 wurde die Frau in erster Instanz zu zehn Jahren Gefängnis verurteilt. Der Mann, der inzwischen Taha A.-J. heißt, wurde Ende November 2021 unter anderem wegen Völkermordes und Verbrechen gegen die Menschlichkeit mit Todesfolge zu lebenslanger Freiheitsstrafe verurteilt.

#### Veröffentlichung von Datensätzen über IS-Kämpfer
Am 7. März 2016 wurde bekannt, dass verschiedene Medien in Deutschland, Syrien und im Vereinigten Königreich in den Besitz von umfangreichen Daten über freiwillige Kämpfer des IS gelangt sind. Die Daten sollen Auskunft über Namen, Wohnort, vorherige Dschihad-Erfahrung etc. geben. Vom Bundeskriminalamt und Bundesministerium des Innern Thomas de Maizière wurden sie als vermutlich authentisch eingeschätzt. Generalbundesanwalt Peter Frank erklärte, dass die Papiere bei der Strafverfolgung von IS-Heimkehrern genutzt würden. Veröffentlicht wurden die vermutlich aus den Jahren 2013 und 2014 stammenden Daten durch einen ehemaligen IS-Kämpfer, der sie auf einem Memory Stick entwendet hatte.

#### Unterstützung der Autonomen Region Kurdistan
Deutschland startete am 15. August 2014 Hilfsflüge in den Irak. Vier Bundeswehrflugzeuge brachten 36 Tonnen Sanitätsmaterial und Lebensmittel nach Erbil. Nach einem Treffen der europäischen Außenminister fällte die Bundesregierung am 20. August 2014 einen Grundsatzbeschluss, dass man den Kampf der Kurden im Nordirak gegen die Dschihadistengruppe Islamischer Staat notfalls auch mit Waffen unterstützen werde. Ende August 2014 entschied die Bundesregierung, Panzerabwehrwaffen (MILAN-System, Panzerfaust 3, Schwere Panzerfaust), Sturmgewehre (G3, G36), Maschinengewehre (MG3), Pistolen (P1), Handgranaten und Munition an die irakischen Kurden zu liefern.
Obwohl eine Zustimmung formal nicht erforderlich war, unterstützte der Deutsche Bundestag am 1. September 2014 die Waffenlieferungen mehrheitlich, gegen das Votum der Linken und der meisten Grünen. Bundeskanzlerin Angela Merkel begründete den Entschließungsantrag von CDU/CSU und SPD. Die Expansion des grausamen IS-Terrors müsse aufgehalten werden. Waffenlieferungen entsprächen sowohl der Bitte der kurdischen Autonomieregierung als auch der irakischen Zentralregierung. „Maßnahmen zur Bekämpfung“ von IS seien durch eine Resolution des UN-Sicherheitsrates gedeckt.
Der Fraktionsvorsitzende der SPD-Bundestagsfraktion Thomas Oppermann erklärte, die Gefahr eines „fortgesetzten Völkermordes und weiterer Verbrechen gegen die Menschlichkeit“ seien höher zu bewerten als das „durchaus vorhandene Risiko, dass unsere Waffen in falsche Hände geraten“.
Auf Seiten der Opposition verwies dagegen Anton Hofreiter, einer der beiden Vorsitzenden der grünen Bundestagsfraktion, auf US-Waffen, die der IS erbeutet habe. Er hielt am Grundsatz fest, keine Waffen in Krisengebiete zu liefern, und forderte, Druck besonders auf Saudi-Arabien und Katar auszuüben, die Unterstützung für den IS einzustellen. Die UN solle stärker einbezogen werden. Gregor Gysi äußerte sich ähnlich und betonte das Ziel der Verhinderung aller Waffenexporte.

#### Diskussion um UN-Mandat
Angesichts der andauernden Kämpfe in Kobanê äußerte die Vorsitzende der grünen Bundestagsfraktion, Katrin Göring-Eckardt, am 13. Oktober 2014, der IS sei „nur militärisch zu bekämpfen“, dafür müsse es jedoch ein UN-Mandat geben. Wenn nötig, solle sich daran auch die Bundeswehr mit Bodentruppen beteiligen. Außenminister Frank-Walter Steinmeier widersprach und verwies auf die bestehende Ablehnung der USA und aller „wichtigen“ europäischen Staaten zur Entsendung von Landstreitkräften. Zudem gebe es keine Chancen auf ein UN-Mandat in Syrien.
Jürgen Trittin meinte, dass auch Russland kein Interesse am Aufbau eines muslimischen Kalifats habe. Eine Einigung sei möglich, wenn ein Sturz Baschar al-Assads keine Priorität habe und man mit dem Iran und der verbündeten libanesischen Hisbollah rede. Europäische oder US-Truppen seien nicht durchsetzbar und würden zur Solidarisierung mit dem IS als alleinigem Kämpfer gegen die Ungläubigen führen. Bodentruppen sollten vielmehr aus dem Irak, von der Freien Syrischen Armee und den Kurden kommen. Ein solches UN-Mandat könne ein Schritt zu einer politischen Gesamtlösung sein.

#### Demonstrationen

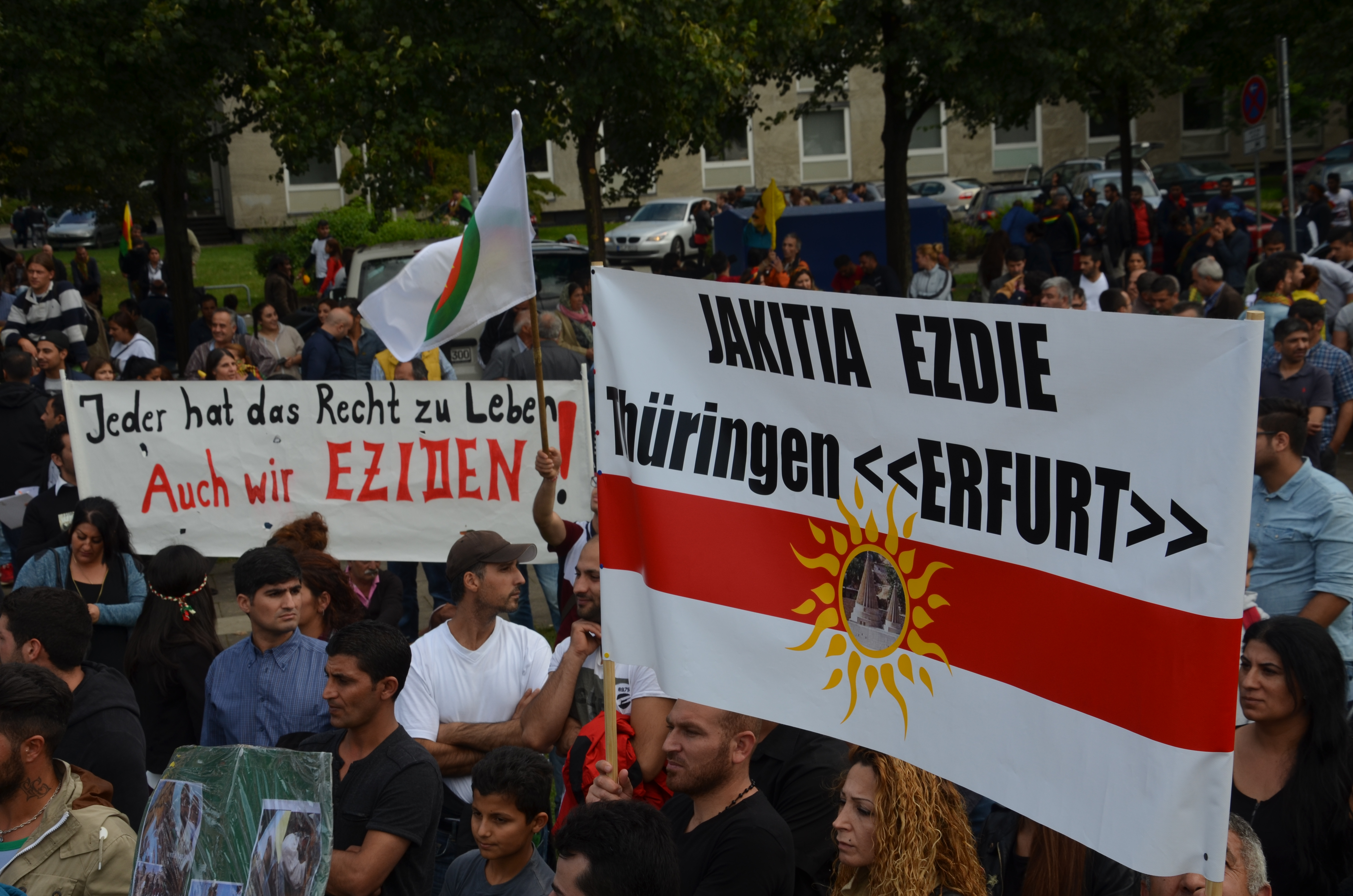
Rund 11.000 Menschen demonstrierten am 16. August 2014 in Hannover für Hilfe gegen den IS-Terror

Mitte August 2014 kam es in mehreren Städten, wie z. B. Hannover, Bielefeld und Frankfurt am Main, zu Demonstrationen gegen den Terror des IS, mit jeweils Tausenden von Teilnehmern.
Am 6. Oktober 2014 kam es in mehreren europäischen Städten zu Demonstrationen gegen die Belagerung von Kobanê durch den IS. Dabei wurde auch das Europaparlament im belgischen Brüssel und das Parlament in Den Haag kurzzeitig besetzt. Am 7. Oktober wurden in Düsseldorf und Bonn kurzzeitig Gebäude des Westdeutschen Rundfunks und der Deutschen Welle besetzt und eine Resolution übergeben. Am 8. Oktober demonstrierten 1300 Menschen in Hamburg, am 11. Oktober demonstrierten in Düsseldorf 21.000 Menschen gegen den Angriff des IS auf Kobanê, am 12. Oktober demonstrierten über 3000 Menschen in Berlin.

### Österreich
Aus Österreich zogen bis August 2014 130 Personen für den IS in den Krieg. Mehrheitlich stammen sie aus Tschetschenien. Zehn Personen, hauptsächlich anerkannte tschetschenische Asylbewerber, wurden in diesem Zusammenhang wegen Mitgliedschaft in einer Terrorverbindung im August 2014 festgenommen. 2018 kannte der Verfassungsschutz bereits 318 Personen aus Österreich, die für den IS in den Krieg zogen; 61 davon wurden an der Ausreise gehindert.
Unter den Personen aus Österreich, die dem IS zuzurechnen sind, befanden sich der Terrorist Mohamed Mahmoud und der Prediger Mirsad O. alias Ebu Tejma, der zahlreiche Jugendliche (u. a. Sabina Selimović und Samra Kešinović) radikalisiert und deshalb eine 20-jährige Haftstrafe ausgefasst hat.
Das Symbole-Gesetz (BGBl. I Nr. 103/2014) verbietet grundsätzlich die Verwendung von IS-Symbolen mit Wirkung vom 1. Januar 2015.
Geplante Anschläge des IS in Österreich wurden wiederholt von den Behörden verhindert, so 2022 auf den Wien-Marathon und 2023 auf die Regenbogenparade. Der Wiener Lorenz K. wurde 2018 zu neun Jahren Haft verurteilt, weil er einen Anschlag auf die Ramstein Air Base plante und einen zwölfjährigen Deutschen zu einem fehlgeschlagenen Terroranschlag auf einen Ludwigshafener Weihnachtsmarkt anstiftete. 2015 wurde ein Vierzehnjähriger verurteilt, einen Anschlag auf den Wiener Westbahnhof geplant zu haben.
Im Jahr 2020 verübte ein Sympathisant des Islamischen Staates einen Terroranschlag in Wien mit vier Todesopfern und 23 weiteren teils schwerverletzten Personen.

### Schweiz
In der Schweiz wurde die Gruppierung „Islamischer Staat“ am 8. Oktober 2014 durch den Bundesrat verboten, wie früher bereits al-Qaida.

## Situation in weiteren Ländern

### Asien

#### Iran
Seit August 2014 stattet der Iran die Kurden im Irak mit Waffen aus. Nach von Dritten nicht bestätigten Aussagen einer iranischen Oppositionsseite soll der Iran im Irak 1000 Militärberater und 7000 Revolutionsgardisten im Einsatz haben.

#### Israel und Palästina
Laut dem israelischen Generalmajor Yoav Mordechai und anderen Sicherheitskreisen unterstützen Teile der Hamas den IS in Ägypten. Im Juli 2015 drohte der IS der Hamas, er werde sie vernichten.
Am 28. März 2022 übernahm der IS die Verantwortung für einen Anschlag in Hadera, bei dem zwei israelische Polizisten und die zwei Täter erschossen und mehrere Polizisten verletzt wurden.
Bereits am 22. März hatte ein vom IS inspirierter Täter mit einem Messer und seinem Auto vier Menschen getötet.

#### Jemen
Seit März 2015 erklärte sich der IS für eine Reihe prominenter – insbesondere anti-schiitischer – Anschläge oder Angriffe für verantwortlich. Diese Anschläge stellten die Operationen der al-Qaida auf der Arabischen Halbinsel (AQAP) in den Schatten, die von der durch Saudi-Arabien angeführten und von den USA logistisch unterstützten Militärintervention im Jemen seit 2015 profitiert und weite Gebiete eingenommen hatte. Während die AQAP weiterhin von der US-Regierung als gefährlichster Zweig der al-Qaida eingestuft wurde, setzte der IS im Jemen nach Ansicht von Experten dazu an, die AQAP zu verdrängen. Die relative Schwächung der AQAP gegenüber den IS-nahen Gruppen während der saudisch angeführten Militärintervention wurde auch als eine Folge der US-Drohnenangriffe auf führende Vertreter der AQAP gedeutet. Einige Beobachter wie Ibrahim Sharqieh Frehat vom Brookings Doha Center vertraten die Ansicht, dass die Methoden der US-Extremistenbekämpfung ein Klima erzeugt hätten, das dem IS beim Aufbau förderlich war, und „ein Muster, wie wir es im Irak und in Syrien gesehen haben“, festzustellen sei. Eine Schwächung von al-Qaida sei demnach insbesondere als förderlich für den Aufstieg des IS zu bewerten.
Am 23. Mai 2016 wurden bei zwei Selbstmordanschlägen des Islamischen Staates (IS) in Aden vor einer Armeekaserne im Stadtbezirk Khormaksar und vor einem Haus eines Kommandeurs nach Angaben eines Krankenhauses mindestens 45 Menschen getötet und 30 weitere wurden verletzt.

#### Jordanien
Der IS nahm am 20. Juni 2014 in Jordanien den einzigen Grenzübergang zum Irak am Highway 10 nach ar-Rutba, al-Anbar, ein. Der Verkehr kam zum Erliegen. Jordanien verstärkte danach seine Truppen im Osten des Landes vor dem Hintergrund des Vormarsches des IS im westirakischen Gouvernement al-Anbar. US-Präsident Obama warnte vor einem Übergriff des IS auf Jordanien. Nach der Gefangennahme und Ermordung des Piloten Muʿādh al-Kasāsba flogen die jordanischen Luftstreitkräfte vermehrt Angriffe gegen IS-Stellungen.

#### Katar
Katar wird vorgeworfen, einer der wichtigsten Finanziers des Islamischen Staats zu sein. Katars Distanzierung von diesem Vorwurf wird allgemein für unglaubwürdig gehalten. Deutschlands Entwicklungsminister Gerd Müller (CSU) nannte in einem ZDF-Interview im Zusammenhang mit der IS-Finanzierung das „Stichwort Katar“, in einem darauffolgenden Interview distanzierte sich Angela Merkel indirekt von diesem Vorwurf. Der CDU-Vizevorsitzende Thomas Strobl stellte die Eignung Katars als Großinvestor in Deutschland infrage. Die grüne Abgeordnete Katja Keul verwies darauf, dass Katar in Ägypten, Mali, Syrien, Irak und Libyen islamistische und terroristische Organisationen fördert. Katar weigere sich insbesondere, die Beteiligung eigener Staatsangehöriger an Kämpfen im Ausland sowie den Aufruf zur Teilnahme an solchen Kämpfen unter Strafe zu stellen und damit der UNO-Resolution 2170 nachzukommen. Anders als in Saudi-Arabien sei die Werbung für den IS, die Rekrutierung von Kämpfern und die Unterstützung durch Spenden für Katarer bis heute ohne jede Konsequenz möglich. Auch der SPD-Politiker Ralf Stegner nannte Katars Einfluss auf die Konflikte in der Region „nicht eben krisenentschärfend“.

#### Kuwait
Am 26. Juni 2015 sprengte sich ein Selbstmordattentäter in einer Moschee in Kuwait beim Freitagsgebet in die Luft. Später bekannte sich der Islamische Staat zu der Tat. Nach ersten Angaben starben mindestens 25 Menschen, und mehr als 200 wurden verletzt.

#### Libanon
Anfang Januar 2014 übernahm ISIS die Verantwortung für einen am 2. Januar ausgeführten Autobomben-Anschlag in Beirut, der der Hisbollah galt und bei dem vier Menschen getötet und 77 verletzt wurden.
Infolge eines mehrtägigen Waffenkonflikts wurden im August 2014 mindestens 27 libanesische Soldaten in der Ortschaft Arsal, die an Syrien grenzt, entführt. Zwei von ihnen, Ali Sayyed und Abbas Medlej, wurden im August und September 2014 enthauptet.

#### Pakistan
Im Oktober 2014 sagte die Führung der Tehrik-i-Taliban Pakistan (TTP) dem IS Unterstützung zu, nachdem der IS eine Rekrutierungskampagne in dem Land gestartet hatte. Die TTP ist zerstritten; manche Gruppierungen innerhalb der Organisation sympathisieren mit al-Qaida, andere mit dem IS.
Durch zwei Bombenanschläge in Belutschistan im Februar 2024 tötete der IS 30 Menschen.

#### Philippinen
Die Gruppe Abu Sayyaf, die im Süden der Philippinen seit 1991 für einen islamischen Staat kämpft und bereits im Jahr 2000 mehrere Touristen entführte, unterstützt den IS. Im September 2014 drohte sie mit der Ermordung zweier deutscher Geiseln, falls sich Deutschland am Kampf gegen den IS beteiligt und nicht ein gefordertes Lösegeld zahlt. Am 17. Oktober wurde die Freilassung beider Personen vermeldet. 2016 enthauptete die auf dem Sulu-Archipel beheimatete Gruppe zwei Kanadier, Ende Februar 2017 den deutschen Segler Jürgen Kantner auf der Insel Jolo.
Eine Gruppierung mit dem Namen Pangkat ng Maute formierte sich um 2012 auf der Insel Mindanao aus einer Sammlung verschiedener Akteure, die zuvor zu anderen Islamistengruppen und Clanmilizen gehört hatten. Sie ist nach ihren Führern, den Brüdern Omar und Abdullah Maute aus der Provinz Lanao del Sur, benannt. Im Mai 2017 nahm die Maute-Gruppe, welche dem IS die Treue geschworen hat, Teile der Stadt Marawi City ein. Dabei wurde sie auch durch Anhänger von Abu Sayyaf unterstützt, deren damaliger Führer Isnilon Hapilon zum IS-Emir in Südostasien ernannt worden war. Die Streitkräfte der Philippinen waren nach fünfmonatigem Kampf in der Schlacht um Marawi siegreich, wobei weite Teile der Stadt zerstört und Hapilon sowie die Maute-Brüder erschossen wurden. Unter den getöteten IS-Kämpfern befanden sich nach Regierungsangaben auch Ausländer, die offenbar aus Tschetschenien, Jemen, Malaysia und Indonesien stammten.
Obwohl sich beide Gruppierungen nach der Niederlage geschwächt zeigten, blieben sie weiterhin aktiv. Die beiden nachfolgenden IS-Emire in Südostasien waren die jeweiligen Führer der Maute Group, Abu Sayyaf verübte einen Anschlag auf die Kathedrale von Jolo im Januar 2019 mit über 20 Toten.

#### Russland
Teile des im Nordkaukasus operierenden Kaukasus-Emirates schworen dem Islamischen Staat die Treue und riefen im Nordkaukasus eine Provinz aus.
Der IS gab an, für den Anschlag in Krasnogorsk vom 22. März 2024 (ca. 140 Todesopfer und 360 Verletzte) verantwortlich zu sein.

#### Saudi-Arabien
Im Juni 2014 beschuldigte der irakische Premierminister Nuri al-Maliki Saudi-Arabien der finanziellen und moralischen Unterstützung des IS.
Am 3. Juli 2014 gab Saudi-Arabien bekannt, 30.000 Soldaten an die 800 km lange Grenze zum Irak zu entsenden. Ende Juli 2014 distanzierte sich Saudi-Arabien vom IS.
Anfang Januar 2015 gab es in der Region Arar einen Überfall auf eine Grenzpatrouille Saudi-Arabiens, zwei saudische Soldaten wurden getötet. Im Gegenzug griff Saudi-Arabien Stellungen des IS an.
Im Mai 2015 wurden beim Anschlag auf eine Moschee in Al Kudaich, zu dem sich der IS bekannte, 22 Menschen getötet.
Im August 2015 wurde ein Anschlag in Abha verübt, zu dem sich eine bislang unbekannte Gruppe des IS namens Hidschas bekannte.

### Australien
Mitte September 2014 nahm die australische Polizei 15 IS-Anhänger fest, die geplant haben sollen, Passanten auf der Straße wahllos aufzugreifen und vor laufender Kamera zu enthaupten. Am 15. Dezember 2014 nahm der IS-Sympathisant Man Haron Monis in einem Café in Sydney 17 Personen als Geiseln. Im weiteren Verlauf starben zwei Geiseln, Man Haron Monis wurde von der Polizei erschossen.

### Amerika

#### Vereinigte Staaten
US-Präsident Barack Obama äußerte anlässlich der Enthauptung von James Foley im August 2014, dass die Ideologie des IS für keine Religion stehe. Sie bedrohe Muslime und Nichtmuslime gleichermaßen. „Ihre Opfer sind überwiegend Muslime, und kein Glaube lehrt Menschen, Unschuldige zu massakrieren. […] Kein gerechter Gott würde hinter dem stehen, was sie gestern getan haben und was sie jeden einzelnen Tag tun.“
Seit August 2014 statten die USA die Kurden mit Waffen aus und fliegen zudem vermehrt Luftangriffe gegen die Stellungen des IS. Zugleich leiteten sie Hilfsmaßnahmen für die vom IS bedrängten Jesiden ein.
Im Mai 2015 bekannte sich der IS zu einem Terroranschlag auf eine Veranstaltung in Texas, auf der Mohammed-Karikaturen präsentiert wurden. Zwei Angreifer wurden während des Angriffs erschossen.

### Europa

#### Großbritannien
Nachdem drei britische islamistische Terroristen bereits im August 2015 in Syrien gezielt getötet wurden, bestätigte der Verteidigungsminister Michael Fallon am 8. September 2015 indirekt, dass es eine Todesliste der britischen Regierung gäbe. Der damalige britische Premier David Cameron soll eine sogenannte „Kill List“ unterschrieben haben. Bis dahin wurde eine Todesliste von der britischen Regierung stets bestritten. Ganz oben: Mohammed Emwazi, der unter dem Namen Jihadi John bekannt wurde. Fallon weigerte sich, das zur Legitimation des Vorgehens angeführte Rechtsgutachten des Generalstaatsanwalts zu veröffentlichen. Die britische Regierung gab bekannt, die Rechtsgrundlage dafür weiterhin unter Verschluss zu halten.
2017 ereigneten sich mehrere Terroranschläge auf dem Territorium Großbritanniens, zu denen sich der Islamische Staat bekannt hat.
- Terroranschlag in London am 22. März 2017[512]
- Terroranschlag in Manchester am 22. Mai 2017[513]
- Terroranschlag in London am 3. Juni 2017

Mit dem fortschreitenden Zerfall des IS im Oktober 2017 stellte Entwicklungsminister Rory Stewart, gefragt nach britischen IS-Kämpfern, fest, dass es sich um hochmotivierte Extremisten handle, die sich einer hasserfüllten Doktrin verschrieben hätten und mit Gewalt und Brutalität einen Staat des siebten Jahrhunderts errichten wollten. So müsse man sich eingestehen, dass diese Personen eine ernste Bedrohung seien und die einzige Möglichkeit damit umzugehen sei es leider, in den meisten Fällen, sie zu töten.

#### Frankreich
Frankreich beteiligt sich am Kampf gegen den IS. Während sich die beiden Hauptattentäter beim Anschlag auf die Satirezeitschrift Charlie Hebdo im Januar 2015 zur Organisation Al-Qaida im Jemen bekannten, erklärte ihr ebenfalls getöteter Komplize Amedy Coulibaly in einer später veröffentlichten Videobotschaft seine Solidarität mit dem Islamischen Staat. Auch zu den Terroranschlägen vom 13. November 2015 in Paris hat sich der IS bekannt.
Beim Terroranschlag in Magnanville am 13. Juni 2016, in dessen Verlauf zwei Polizisten getötet wurden, bekannte sich der Täter zum IS. Am 14. Juli 2016 ereignete sich der Anschlag in Nizza, bei dem 86 Personen getötet wurden. Zwei Tage nach der Tat bekannte sich der IS über sein Sprachrohr Amaq zu der Tat. Darin heißt es: „Derjenige, der die Operation des Überfahrens in Nizza, Frankreich, durchführte, war einer der Soldaten des Islamischen Staates. Er führte die Operation aus als Reaktion auf Aufrufe, die Mitglieder der internationalen Allianz, die den Islamischen Staat bekämpfen, ins Visier zu nehmen.“ Das Bekennerschreiben enthielt kein Täterwissen oder Hinweise, dass der IS tatsächlich in die Tat involviert oder vorab informiert war. Beim Anschlag in Saint-Étienne-du-Rouvray am 26. Juli 2016 ermordeten zwei Attentäter einen Priester und bekannten sich zum IS.

#### Italien
Italien unterstützt den Feldzug gegen den IS im Irak mit 280 Militärausbildern, einem Boeing KC-767-Tankflugzeug, zwei Predator-Kampfdrohnen und vier Tornado-Aufklärungsflugzeugen.

## Reaktionen

### Muslimische Welt

#### Politische Verbände
Im Juni 2014 distanzierte sich die 56 Mitgliedsstaaten zählende Organisation für Islamische Zusammenarbeit vom IS. Der Generalsekretär betonte, dass „diese gewaltsame Vertreibung ein nicht zu tolerierendes Verbrechen darstellt und dass die Praktiken von ISIS nichts mit dem Islam und seinen Prinzipien, welche Gerechtigkeit, Güte, Anstand, Glaubensfreiheit und Koexistenz einfordern, zu tun haben.“
Der Golf-Kooperationsrat verurteilte Ende August die Gräueltaten all jener, „die den Islam als Vorwand zum Morden und Vertreiben nehmen“. Die Außenminister der Arabischen Liga kamen bei einem Treffen am 7. September 2014 in Kairo überein, dass sie die notwendigen Maßnahmen gegen terroristische Vereinigungen wie den IS ergreifen werden.
Die Türkische Kulturgemeinde in Österreich warf dem IS den Missbrauch des Islam vor.

#### Stimmen aus den religiösen Gemeinschaften
Im Oktober 2014 verfassten 120 international hochangesehene Gelehrte eine Fatwa an Abū Bakr al-Baghdādī, an die Kämpfer und Anhänger des IS, in der sie dem verkürzten Verständnis des Korans durch die Anhänger des Islamischen Staates widersprechen. Das auf Arabisch verfasste und der Öffentlichkeit frei zugängliche Schriftstück mit einer Stärke von 18 Seiten und dem Titel „Offener Brief an al-Baghdadi“ setzt sich detailliert mit der Islam-Interpretation des IS auseinander und stützt sich vollständig auf Aussagen und Handlungen der Anhänger des IS. Der Brief missbilligt in Form eines islamischen Rechtsgutachtens (fatwā) die Verbrechen des IS. Zudem stellt die islamische Rechtsauffassung der Gelehrten die fundamentale Legitimation von al-Baghdadi als „selbst ernannter Kalif“ und seines begründeten Kalifats deutlich infrage, da für die Behauptung ein Konsens mit „allen Muslimen“ vorhanden sein muss. Muslimische Gelehrte lehnen das IS-Kalifat ab, weil seine Ideologie den Tod von anderen Muslimen und Kriegsunbeteiligten in Kauf nimmt, und wiesen darauf hin, dass nach islamischem Kriegsrecht das Töten von Frauen, Kindern und Geistlichen nicht gestattet sei. In einem offenen Brief an den IS-Anführer al-Baghdadi haben sie sich von der Vorgehensweise seiner Organisation distanziert.
Abseits dieser offiziellen Aussagen stellten muslimische Intellektuelle in der saudischen und anderen arabischen Gesellschaften nicht unbeträchtliche Sympathien für Ideologie und Terrorakte des IS fest. Der katarische Rechtsgelehrte Yusuf al-Qaradawi äußerte Verständnis für den Aufstand der Sunniten gegen Benachteiligung und Unterdrückung, distanzierte sich aber vom IS und forderte eine Einheit des Irak über konfessionelle Unterschiede hinweg.
Der oberste Mufti von Saudi-Arabien ʿAbd al-ʿAzīz Āl asch-Schaich stellte fest, dass der IS mit seinen Verbrechen im Nahen Osten die islamischen Prinzipien und Lehren verletze, und bezeichnete ihn als „Feind Nummer eins“ des Islam. Der ägyptische Großmufti Schawki Ibrahim Allam kennzeichnete den IS als eine Gefahr für den Islam und die Muslime, weil er das Image des Islam zerstöre und korrumpiere, sprach dem IS das Recht ab, sich „Islamischer Staat“ zu nennen, und forderte die Medien dazu auf, den IS nur noch als „al-Qaida-Separatisten im Irak und Syrien“ zu bezeichnen. Im August 2014 wurde die Organisation vom Rat der islamischen Gelehrten Indonesiens für „harām“ (verboten) erklärt.
Der Zentralrat der Muslime in Deutschland erklärte, die Vertreibung von Christen sei gegen den Islam. Ihr Vorsitzender Aiman Mazyek bezeichnete im November 2015 die Willkommenskultur als größten Feind der Terroristen und appellierte an die Gesellschaft, die Muslime als Partner im Kampf gegen den Radikalismus zu nehmen. Die Terroranschläge am 13. November 2015 in Paris verurteilten Vertreter der acht größten muslimischen Verbände Deutschlands scharf, sie brachten ihr Mitgefühl und ihre Solidarität mit Frankreich zum Ausdruck und warben für Frieden, Dialog und Zusammenhalt. Zugleich appellierten sie an das Verantwortungsbewusstsein aller Muslime gegen Radikalisierung in ihrem persönlichen Umkreis. Weiterhin erklärten sie, ihre Anstrengungen für die Verteidigung gegen den Islamismus und für die europäischen Werte wie Freiheit und Pluralismus zu erhöhen.
Die Islamische Glaubensgemeinschaft in Österreich verlautbarte, dass der IS nicht das Recht habe, den muslimischen Glauben zu vertreten. Anfang September 2014 erließen führende britische Imame eine Fatwa, die es Muslimen verbietet, die „vergiftete Ideologie“ des IS zu unterstützen: „IS ist eine häretische, extremistische Organisation, und es ist religiös verboten (haram), sie zu unterstützen oder sich ihr anzuschließen. Weiterhin ist es für britische Muslime eine Pflicht, sich dieser giftigen Ideologie aktiv entgegenzustellen, vor allem dann, wenn sie in Großbritannien verbreitet wird.“ Die Islamische Gesellschaft Nordamerikas (Islamic Society of North America) verurteilte die Angriffe des IS als „unislamisch“.

### Meinungsbild in Großbritannien, Frankreich, Deutschland und den Niederlanden
Das britische Meinungsforschungs-Institut ICM Research führte 2014 eine telefonische Umfrage unter je 1000 Franzosen, Briten und Deutschen durch. Diese hat ergeben, dass 16 % der befragten Franzosen, 7 % der Briten und 3–4 % der Deutschen eine positive Meinung vom IS hatten, demgegenüber standen 26 % der Gruppe ablehnend und 43 % stark ablehnend gegenüber. Unter den 18- bis 24-jährigen Franzosen betrug der Anteil der positiven Meinungen 27 %. Die Glaubwürdigkeit dieser Studie wurde in einem Artikel der Washington Post in Zweifel gezogen, da die Zahl der Sympathisanten in Frankreich damit größer wäre als die gesamte Anzahl der Muslime im Land. Gemäß früheren Studien sei die Zahl der Muslime mit extremistischen Ansichten weitaus geringer.
Nach einer Umfrage in den Niederlanden 2014 bezeichneten 90 % der jungen türkischstämmigen Niederländer (18–35 Jahre) diejenigen als Helden, die nach Syrien in den Dschihad gezogen sind. 80 % der türkischstämmigen Niederländer empfinden Gewalt von Dschihad-Gruppen gegen Nichtgläubige oder Andersgläubige als „nicht verkehrt“. Marokkanischstämmige Jugendliche haben ein sehr viel negativeres Bild vom IS, von ihnen bezeichnen nur 18 % Syrien-Kämpfer als „Helden“. Gewalt gegen Nicht- oder Andersgläubige lehnen sie mit großer Mehrheit ab. Befragt wurden 404 aus Marokko und 300 aus der Türkei stammende Jugendliche.

### Verurteilung durch den UN-Sicherheitsrat
Am 24. September 2014 verabschiedete der Sicherheitsrat der Vereinten Nationen einstimmig Resolution 2178 für den weltweiten Kampf gegen die islamistische Terrororganisation IS. Die Resolution verpflichtet alle UNO-Mitgliedstaaten, Rekrutierung, Transport, Durchreise, Organisierung und Ausrüstung von Terroristen zu unterbinden und zu bekämpfen. Am 20. November rief der Sicherheitsrat alle Staaten mit den entsprechenden Kapazitäten dazu auf, die in Syrien und dem Irak gelegenen Stellungen des IS zu bekämpfen. Allerdings wurde durch den Verweis, dies „unter Einhaltung des Völkerrechts“ zu tun, keine eigene völkerrechtliche Grundlage zur Gewaltanwendung geschaffen. Der Sicherheitsrat erneuerte seine Warnung am 17. Dezember 2015 mit der Resolution 2253 und forderte den Generalsekretär Ban Ki-moon zu weiteren Schritten auf. Auftragsgemäß ließ Ki-Moon Anfang Februar 2016 durch seinen Unterstaatssekretär für politische Angelegenheiten Jeffrey Feltman eine offizielle Antwort zur Bewertung und Bekämpfung des IS formulieren. Er will das Augenmerk der Weltöffentlichkeit vor allem auf die fortdauernde Finanzierung der Organisation richten sowie auf die Versuche des IS, in große Teile Afrikas und Asiens, zum Beispiel nach Südostasien zu expandieren:

„Die künftige Gefahr durch den ‚Islamischen Staat‘ darf nicht unterschätzt werden. Der IS ist eine beispiellose Bedrohung für den internationalen Frieden und die internationale Sicherheit … 30.000 Kämpfer aus mehr als 100 Staaten kämpfen in Syrien und Irak, und der Zustrom hält weiter an. Weltweit haben sich 34 Terrorgruppen dem IS angeschlossen … Es gibt kein ‚Prognoseprofil‘ eines künftigen IS-Kämpfers … (Zu befürchten ist,) dass immer mehr IS-Kämpfer (nach Syrien und in den Irak) einzureisen versuchen, um Terrortaten zu verüben … Solche Reisenden müssen die Mitgliedsstaaten bestrafen, den entsprechenden UN-Resolutionen entsprechend … Die Kontrollen von Grenzübertritten müssen verbessert werden … In den letzten 18 Monaten hat sich die Gefahr durch ISIS deutlich verschärft.“

### Internationale Allianz gegen den Islamischen Staat
Die USA riefen am 5. September 2014 beim NATO-Gipfel im walisischen Newport eine internationale Allianz gegen den IS ins Leben. Die Gründungsmitglieder waren: Deutschland, Großbritannien, Frankreich, Italien, Polen, Dänemark, Australien, Kanada, die Türkei und die Vereinigten Staaten von Amerika.
US-Präsident Barack Obama legte am 11. September 2014 in einer Rede an die Nation seine zukünftige Strategie gegen die Terrororganisation IS dar. Diese umfasst im Wesentlichen vier Punkte:
1. Die US-Luftoffensive im Irak werde systematisch ausgeweitet. IS-Stellungen sollten weiter unter Beschuss genommen werden. Auch in Syrien solle es US-Luftschläge geben. „Ich werde nicht davor zurückschrecken, dort ebenfalls gegen den IS vorzugehen“, unterstrich der Präsident: „Wer Amerika bedroht, wird nirgendwo Unterschlupf finden.“
2. Der Kampf werde sich nicht allein auf Luftangriffe beschränken. Die USA wollten zudem lokale Sicherheitskräfte im Irak und Oppositionstruppen in Syrien unterstützen. Zur US-Hilfe zählen militärisches Training, Waffen und anderes Gerät. Schon in den kommenden Tagen sollten 475 Militärberater aus den USA nach Bagdad aufbrechen. US-Soldaten, so stellte Obama klar, würden jedoch nicht in die Schlacht geschickt. „Unsere Bemühungen unterscheiden sich grundlegend von den Kriegen im Irak und Afghanistan. Es wird keine amerikanischen Kampftruppen auf fremdem Boden geben.“
3. Dem Terrornetz solle die finanzielle Basis entzogen werden. Dazu wolle man IS-Konten mit Hilfe von Geheimdiensten weltweit einfrieren. Auch solle verhindert werden, dass ausländische IS-Kämpfer unbehelligt in Syrien ein- und ausreisen können.
4. Die humanitäre Hilfe für Opfer des IS-Terrorismus und Flüchtlinge solle verstärkt werden.[552][553]

Wenige Tage später berief Obama den ehemaligen General und früheren Befehlshaber der International Security Assistance Force John Allen zum Sonderbeauftragten für die Allianz gegen den IS. Allens Nachfolger in diesem Amt ist seit Oktober 2015 Brett McGurk.
Am 22. September 2014 wurde bekannt, dass auch Russland einen Beitritt zur Allianz erwägt.
Am 15. Oktober 2014 gab das United States Central Command (CENTCOM) den Luftangriffen gegen den IS in Syrien und im Irak offiziell und rückwirkend ab dem 8. August 2014 den Namen Operation Inherent Resolve (zu deutsch etwa: Innere Entschlossenheit).

### Wissenschaft und Medien
Der Beginn der amerikanischen Luftangriffe nach der Flucht vieler Jesiden in das Sindschar-Gebirge wurde weitgehend als notwendig angesehen.
Ein Kommentar der Rhein-Zeitung beurteilt sie und den Krieg gegen einen „islamistischen Staat brutalster Prägung“ als alternativlos, auch wenn sich darin viel Hilflosigkeit ausdrücke. Die Bürgerkriege vieler Gruppen im Irak und in Syrien, die das Erstarken des IS erst möglich gemacht hätten, seien „ein weltpolitisches Desaster“. In Zukunft sollten nur besonnene Kräfte unterstützt werden. Der Irakkrieg habe viele alte Strukturen zerschlagen, jedoch müssten die bisher meist korrupten und egoistischen Eliten im Irak auf nationalen Ausgleich hinarbeiten.
Der Konfliktforscher Musa al-Gharbi kritisiert dagegen in Al Jazeera America, die Ziele des Militäreinsatzes seien schlecht definiert. Fundamentalismus und Terrorismus seien ein grundlegend soziologisches Problem, das durch militärische Mittel nicht gelöst werden könne. Vielmehr werde so die Legitimität des IS erhöht als Kampforganisation gegen die in weiten Teilen der arabischen Welt als Hauptfeinde muslimischer Selbstbestimmung wahrgenommenen Kräfte: die einzige Supermacht USA, autokratische Staaten der Region und frühere europäische Kolonialmächte. Stattdessen solle nicht-staatlichen Akteuren die Unterstützung entzogen werden, fremde Waffen- und Geldflüsse sowie der Zustrom von Kämpfern unterbunden werden, außerdem die Zusammenarbeit mit Israel sowie Diktatoren und Monarchen im Mittleren Osten reduziert werden. Dann könnten die Staaten der Region und die lokalen Bevölkerungen die schwere, aber übertrieben dargestellte Herausforderung durch den Islamischen Staat bewältigen.
Es gehört zu den Zielen der internationalen Allianz gegen den Islamischen Staat, die territoriale Integrität sowie die Autorität der Zentralregierung des Irak in den vom IS kontrollierten Gebieten wiederherzustellen. Dagegen stellt der Politikwissenschaftler Vicken Cheterian einen Zerfall des Irak als eines am Ende der Kolonialzeit künstlich geschaffenen Nationalstaats fest. Das Sykes-Picot-Abkommen sei von Großbritannien und Frankreich gegen den Willen der lokalen Bevölkerung durchgesetzt worden. Die staatliche Ordnung des Irak sei dann durch den Zweiten Irakkrieg (oder Dritten Golfkrieg) zerstört worden. Nicht weniger wichtig seien innere Gründe für die Staatskrise, besonders die enormen sozialen und ökonomischen Gegensätze. Überlagert werde dies von lokalen, religiösen oder Stammesinteressen, besonders der Konfrontation von Schiiten, Sunniten und Kurden. Neben den historischen und soziologischen Ursachen seien außerdem machtpolitische Interessen wirksam – die Hegemoniebestrebungen der tonangebenden Staaten Iran, Türkei, Saudi-Arabien – sowie die Gier nach Ressourcen.
Der israelische Friedensaktivist Uri Avnery sieht die allgemeinere Tendenz, dass Nationalstaaten angesichts weltweiter Verflechtungen überholt seien, aber oft zunächst in kleinere Gebilde zerbrächen. Diese Tendenz zeige zum Beispiel das knapp gescheiterte schottische Unabhängigkeits-Referendum 2014. Die europäische Nationalstaats-Idee sei sogar nie stark in der arabischen Welt verwurzelt gewesen. Dagegen werde der Mythos großer muslimischer Reiche wie des arabischen durch die Idee vom Islamischen Staat wiederbelebt, die wie die europäische Einigung Nationalstaaten überwinden wolle. Führende Politiker in den USA und Europa glaubten zu Unrecht, eine revolutionäre neue Idee durch Bombardements und in Koalition mit „arabischen Diktatoren und korrupten Politikern“ löschen zu können. Sie stünden „nicht 'Terroristen' gegenüber – das magische Wort, das alle Probleme zu lösen scheint, ohne das Gehirn zu strapazieren. Sie stehen einem neuen Phänomen gegenüber.“ Darauf sei keine einfache Antwort möglich.
Im Dezember 2014 machte der 74-jährige deutsche Publizist Jürgen Todenhöfer (* 1940) von sich reden, der zusammen mit seinem Sohn in Mossul und ar-Raqqa mit Mitgliedern des IS sprach. Nach seiner Ansicht unterschätze der Westen den IS. Seine Anhänger befänden sich in einem rauschhaften Zustand. Allgemein wurde bemängelt, dass – abgesehen von den Gefahren – im Internet-Zeitalter immer weniger Medien sich Kriegsreporter vor Ort leisten würden.

## Folgen

### IS-Kinder und Frauen
Nach der Zerschlagung des Kalifats und der Besetzung der verbliebenen Gebiete des IS in Syrien wurden zahlreiche Kinder und Frauen von IS-Kämpfern durch Kurden und zuvor durch irakische Truppen festgenommen. Darunter auch solche, die die Staatsangehörigkeit eines Drittstaates innehaben. Im Frühjahr 2019 hatte der SDF 13.000 IS-Anhänger aus dem Ausland unter seiner Aufsicht, davon 12.000 Frauen und Kinder. Weitere 1.400 wurden zu dem Zeitpunkt im Irak festgehalten. Für die Frauen wird mittlerweile angenommen, dass sie eine aktivere Rolle im Kalifat spielten, als man zunächst angenommen hatte.
Der Wille diese Personen in ihren ursprünglichen Heimatländern wieder aufzunehmen, besteht nur in wenigen Ausnahmen. Als Hauptgrund für die Ablehnung gilt die vermutete Radikalisierung und Indoktrinierung der Menschen während ihrer Zeit im IS-Gebiet und die Annahme von Experten, nach der sie nach einer Rückkehr als Kern neuer Terrorzellen in ihren Heimatländern fungieren könnten. Die Unfähigkeit der Heimatstaaten, die Rückkehrer von Gerichten aburteilen und einsperren zu lassen, sobald sie zurückgekehrt sind, ist ein weiterer Faktor. Er ist das Resultat des Versäumnisses, rechtzeitig passende Gesetze erlassen zu haben, so dass weiter jedem Rückkehrer die Verantwortung für die Beteiligung an strafbaren Handlungen während ihrer IS-Zeit individuell bewiesen werden müsste. Großbritannien und Australien versuchten sich des Problems zu entledigen, indem im Irak und Syrien festgesetzten IS-Kämpfern die jeweilige Staatsangehörigkeit entzogen wurde.

### Todesopfer
Die Zahl der Todesopfer durch den IS wird auf etwa 60.000 bis 70.000 geschätzt.

## Dokumentationen
- PBS Frontline: Losing Iraq, 2014;[568] The Rise of ISIS, 2014;[569] Obama at War, 2015;[570] Escaping ISIS, 2015;[571] ISIS in Afghanistan, 2015.[572]
- Medyan Dairieh: The Islamic State. Vice News, 2014.[573]
- Nafeez Ahmed: The Powers Behind The Islamic State. filmsforaction.org, 2014.[574]
- Weltspiegel Extra: Die Bürokratie des Terrors. ARD 2014.[575]
- Jürgen Todenhöfer: Inside IS: 10 Tage im Islamischen Staat. 45 Min. 2016.
- IS gegen Taliban auf YouTube, 4. September 2016 (Produziert für ZDFinfo).
- Funke Mediengruppe: Dschihad in den Köpfen auf YouTube, 24. März 2015 (Produziert für RBB und Morgenpost).
- WissensSendungenHD: Im Nebel des Krieges – An den Frontlinien zum Islamischen Staat auf YouTube, 6. März 2017 (Produziert für Phoenix).
- Deutsche Kämpfer für den IS auf YouTube (Produziert für ZDFinfo).
- Arte: Syrien: Vom Ende des Kalifats auf YouTube, 15. März 2019.
- Die Deutschen Gotteskrieger auf YouTube, 1. Oktober 2014 (Produziert für ZDF).